# Basilique San Magno
La basilique San Magno (en italien Basilica di San Magno) est le principal lieu de culte catholique de Legnano. Dédiée à Saint Magnus, archevêque ambrosien de 518 à 530, construite dans le style architectural Renaissance lombarde de l'école de Bramante, elle fut construite de 1504 à 1513. Son clocher a été construit de 1752 à 1791.
Le 19 mars 1950, le pape Pie XII éleva l'église au rang de basilique mineure.
L'intérieur de l'église est enrichi par de nombreuses œuvres d'art, qui ont été créées au cours des siècles en conservant le style lombard du Cinquecento des premières œuvres. Les décorations les plus importantes conservées dans la basilique sont : les fresques de la voûte de la nef (qui sont l'œuvre de Gian Giacomo Lampugnani), des restes de fresques du Cinquecento de la chapelle de saint Pierre de Vérone (peintes par Evangelista Luini, fils de Bernardino), les fresques des murs et de la voûte de l'abside (peintes par Bernardino Lanino) et un retable de Giampietrino. Se distingue parmi toutes ces œuvres un polyptyque de Bernardino Luini, unanimement considéré par les historiens de l'art comme l'un des chefs-d'œuvre de l'artiste lombard, sinon sa meilleure œuvre,.

## Histoire

### Lieu de construction

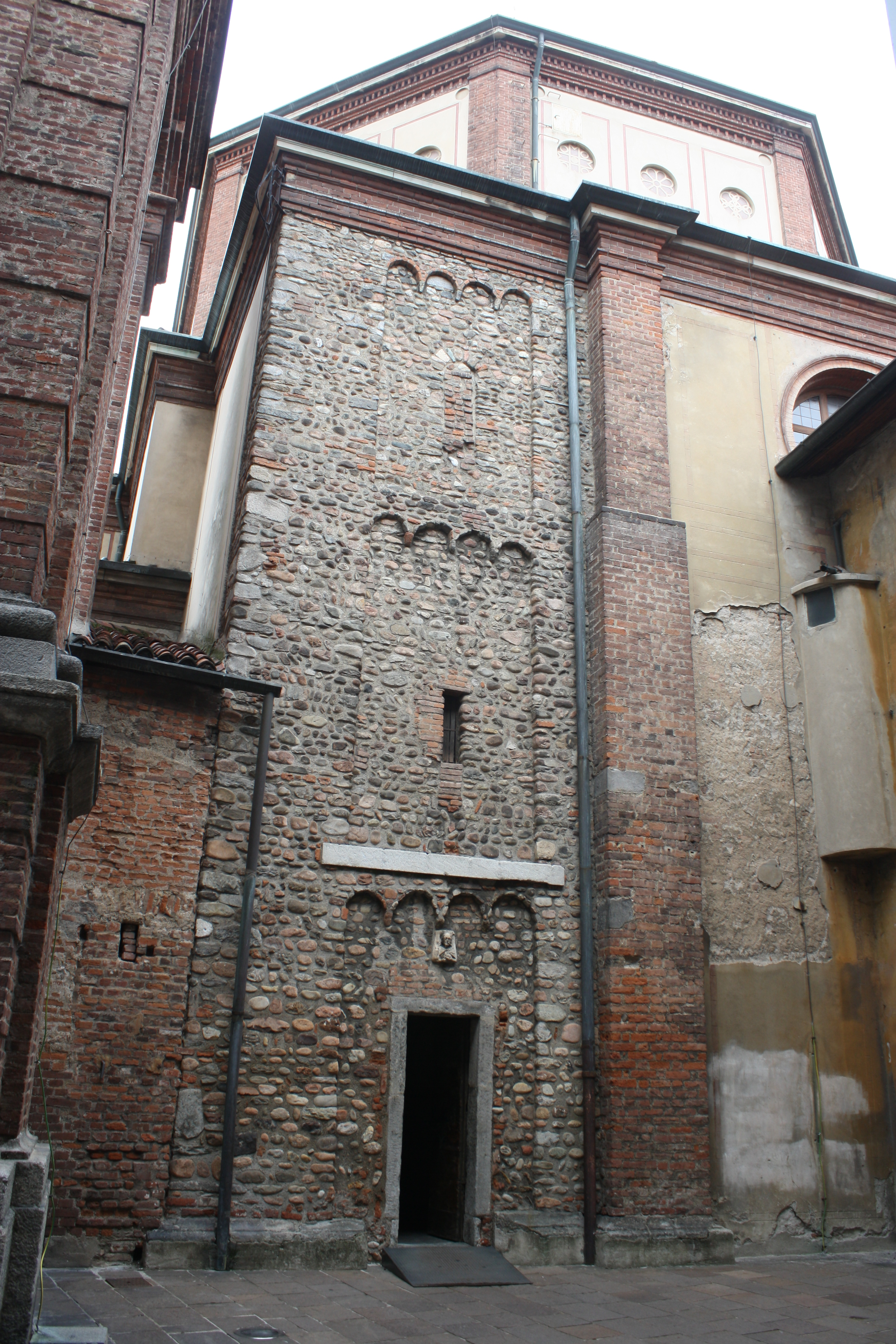
Les restes du clocher roman de l'ancienne église San Salvatore

Avant l'édification de la basilique San Magno, l'église principale de Legnano était l'église San Salvatore (it)(en italien : Chiesa di San Salvatore), dont la construction remonte, selon certaines sources, au Xe ou XIe siècle. Déjà au XVe siècle l'église San Salvatore, construite en style roman lombard, était fragilisée par des problèmes de stabilité dus à l'âge des structures et d'infiltrations d'eau provenant de l'Olonella qui coulait à proximité et l'inondait fréquemment.
L'église San Salvatore s'effondre partiellement à la fin du XVe siècle. Les habitants de Legnano obtiennent alors de l'archevêque de Milan et de Ludovico il Moro, duc de Milan, la permission de démolir les restes de l'ancienne église et de construire une nouvelle église sur le même site. Étant donné la sobriété de l'église San Salvatore, les habitants de Legnano décidèrent de construire une église plus somptueuse que la précédente.
Malgré les risques d'infiltration d'eau et d'inondation, la nouvelle église San Magno est construite sur le même lieu où se dressait autrefois l'église San Salvatore : à l'ouest du lit de la rivière Olonella, non loin du fleuve principal.
En ce qui concerne l'espace à l'ouest de la basilique, depuis le Moyen Âge, en lieu et place de l'actuelle place, se trouvait le cimetière principal de Legnano, utilisé pendant des siècles et qui a ensuite été complété par une salle souterraine. Tandis que le peuple était enterré en terre consacrée à proximité des églises, les nobles étaient enterrés au sein même des édifices religieux. Ces corps et ossements ne seront déposés du sein de la basilique qu'au XVIIIe siècle.
Dans ses notes relatives à sa visite pastorale faite à Legnano en 1761, le cardinal Giuseppe Pozzobenelli rapporte que :
« […] [Coemeterium] a platea adjacente Solis columellis lapideis secernitur, ac distinguir […] »
« […] [le cimetière] est séparé et distinct de la place adjacente seulement par de petites colonnes de pierre […] »
Les colonnes de séparation mentionnées servaient à permettre l'accès à la basilique, dont l'entrée fut déplacée en 1610 à l'ouest, vers le cimetière. Ce cimetière fut utilisé jusqu'en 1808, lorsqu'une disposition du gouvernement napoléonien obligea les administrations municipales à déplacer les cimetières hors des centres habités,,.

### Construction

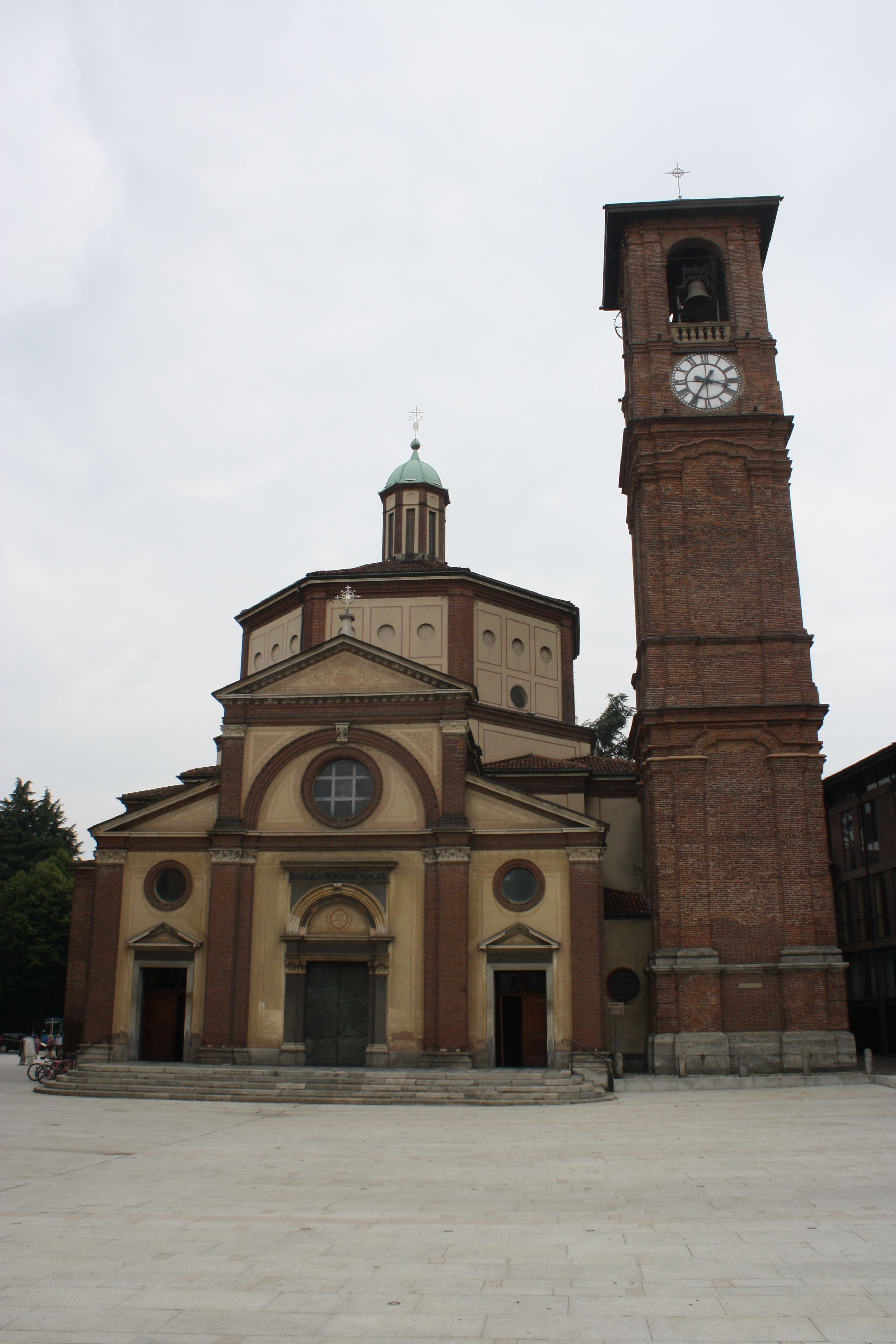
La basilique San Magno et son clocher

La plus grande contribution a été faite par les familles Lampugnani et Vismara, qui à l'époque étaient les deux familles nobles les plus importantes et les plus anciennes de Legnano,. La première pierre est posée le 4 mai 1504. La construction se termine le 6 juin 1513 avec l'achèvement de la maçonnerie. Peu de temps après, les travaux de décoration intérieure débutent avec la réalisation des fresques de Gian Giacomo Lampugnani, qui peint la coupole. Un écrit de 1650 d'Agostino Pozzo, prévôt de San Magno de 1628 à 1653, rapporte que :
« […] La chiesa di S. Magno, come si vede da un libro di maneggio fatto da un Alessandro Lampugnano, fu incominciata l'anno 1504 adì 4 maggio, et fu ridotta a perfettione l'anno 1513. Et questa fabrica sarebbe stata ridotta a perfettione in maggior brevità di tempo, se non fossero stati li disturbi di guerra che patì questo contorno, in particolare la terra di Legnano, atteso che, calando per la strada di Varese l'anno 1511 alli X dicembre, ne fu abbruggiata una parte e saccheggiato il resto; ne fa di ciò mentione il medemo tesoriere Alessandro Lampugnano, et è conforme a quello dice anco il Guicciardino nella sua storia nel libro X. […] »
— Agostino Pozzo, Storia delle chiese di Legnano (1650)

« [...] L'église de S. Magne, comme on peut le voir dans un livre de comptes d'Alessandro Lampugnano, a été commencée en l'an 1504 le 4 mai, et a été achevée à la perfection en l'an 1513. Et ce bâtiment aurait été achevé à la perfection en un temps plus court, s'il n'y avait pas eu les troubles de guerre que cette région a subis, en particulier le pays de Legnano, étant donné que, en descendant la route de Varese en l'an 1511 le 10 décembre, une partie fut brûlé et le reste pillé; le même trésorier Alessandro Lampugnano le mentionne, et cela est conforme à ce que Guicciardino dit aussi dans son histoire au livre X. […] »
— Storia delle chiese di Legnano (1650)
En 1510, les deux premières cloches de la basilique sont coulées : le 10 avril la cloche de 50 rubbi (soit plus de 400 kilogrammes), et le 24 mai la cloche de 80 rubbi (plus de 640 kilogrammes).
Le 10 décembre 1511, Legnano est incendié et saccagé par les troupes suisses, descendues en Italie pour combattre la France (gouvernée par Louis XII) au sein de la Sainte Ligue. Cet événement de guerre, mentionné par Agostino Pozzo dans l'extrait précédant, touche la basilique San Magno, qui fut partiellement endommagée par un incendie, affectant en particulier les échafaudages installés pour sa construction,.
De 1516 à 1523, il y eut une suspension des travaux qui fut causée par un potentiel manque de fonds, ou bien par l'incapacité de Bramante à communiquer les méthodes de décoration des intérieurs : le grand artiste d'Urbino meurt en effet à Rome en 1514. En ce qui concerne l'hypothèse liée au manque d'argent, la plupart des familles nobles qui séjournaient, même périodiquement, à Legnano, étaient en grande difficulté économique en raison de l'invasion de l'armée française, qui chassa les Sforza du duché de Milan en 1499.

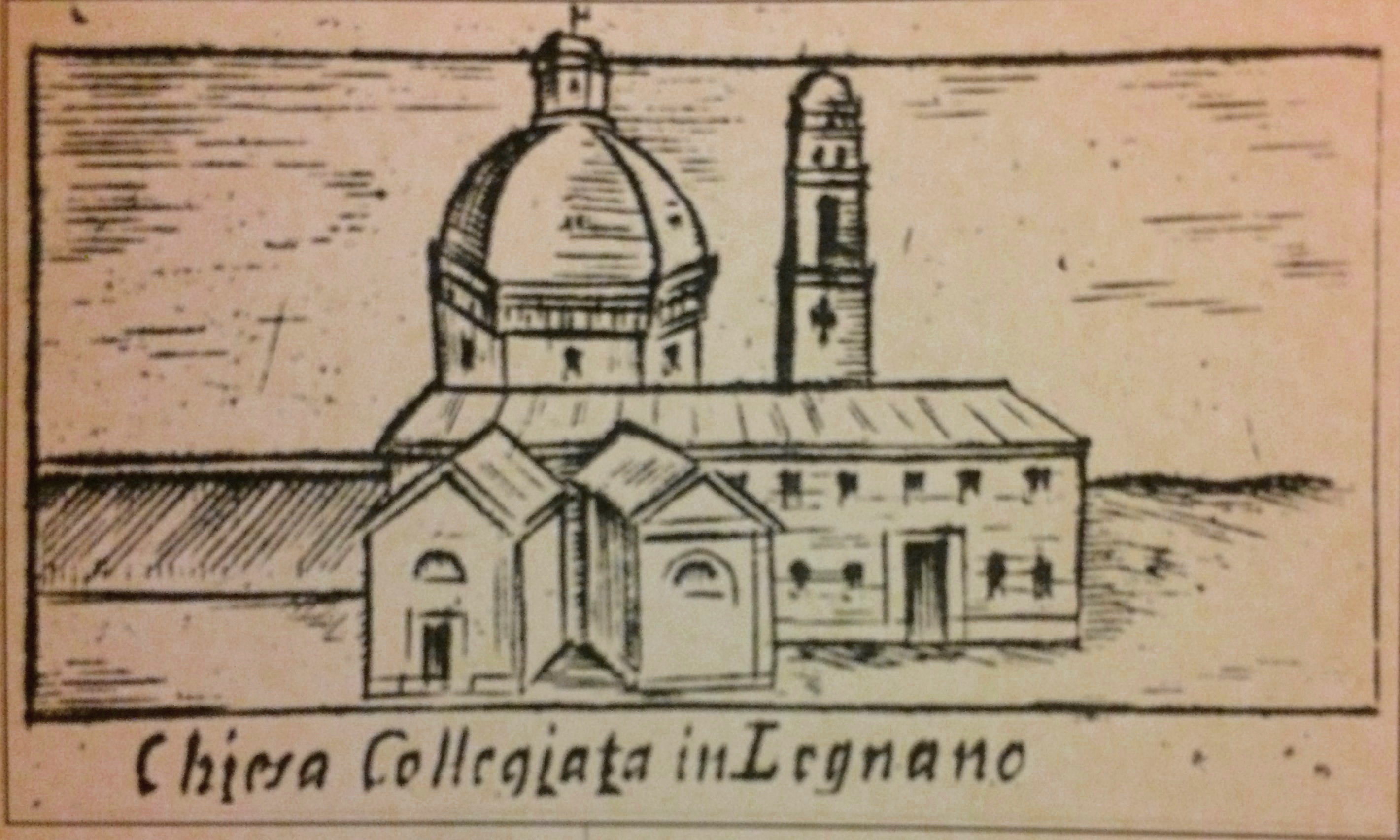
Eau-forte de 1676 représentant la basilique San Magno, ici appelée collegiale de Legnano

Ce bouleversement politique entraîne également un bouleversement administratif. Legnano subi un appauvrissement manifeste, causé par l'indifférence des nobles milanais envers leurs propriétés détenues dans le village de Legnano : les aristocrates milanais étaient occupés à défendre leurs propriétés à Milan.
A cela s'ajoute la diminution constante de l'intérêt de l'archevêque de Milan pour Legnano, qui entraîne également le retrait progressif des ordres monastiques des couvents de Legnano : c'est une conséquence de la perte d'importance de Legnano, qui est causé par la fin des tensions entre Milan et le Seprio, de sorte que la présence de troupes fixes dans le village de Legnano, situé en bordure de la campagne milanaise, n'était plus justifiée.
Les plans originaux de la basilique ont été perdus et il n'existe donc aucun document portant la signature de son architecte : le nom de Bramante n'apparaît en effet que sur des témoignages rédigés à des époques ultérieures. Les travaux de construction ont ensuite été réalisés sous la supervision de Gian Giacomo Lampugnani, ainsi que par un maître d'œuvre au nom inconnu . Gian Giacomo était un parent éloigné d' Oldrado II Lampugnani, qui a construit, entre autres, le manoir homonyme et qui a achevé la fortification du château Visconti de Legnano. En 1515, Gian Giacomo Lampugnani a également peint la fresque de la voûte principale de la basilique, qui fut la première décoration réalisée dans l'église de Legnano.
Le 15 décembre 1529, l'église est consacrée par Francesco Landino, évêque auxiliaire de l'archidiocèse de Milan,.

### XVIIesiècle

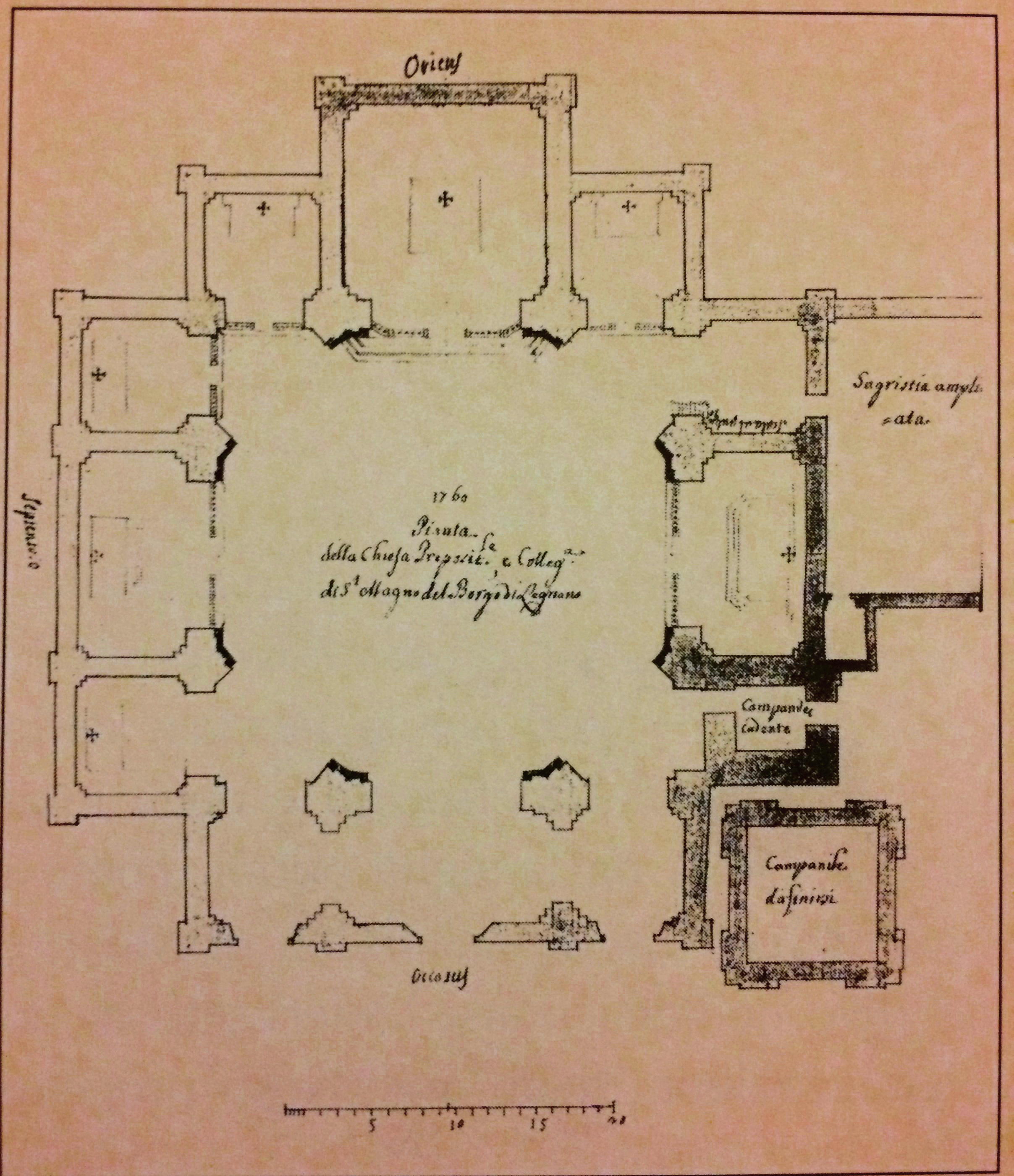
Plan de la basilique de San Magno datant de 1761 et contenu dans les Actes de la visite pastorale du cardinal Giuseppe Pozzobenelli

Jusqu'en 1610, l'entrée de la basilique était située vers l'actuel palais Malinverni, vers le nord, et a ensuite été déplacée vers sa position actuelle. À l'origine, l'entrée principale était située à la place de la chapelle de l'Immaculée Conception (également appelée "de l'Assomption ") : lorsque l'entrée a été déplacée, la porte d'entrée a été murée et cet atrium a été transformé en chapelle. La deuxième ancienne porte d'entrée, qui était située vers le sud, en direction du presbytère, dans l'actuelle chapelle du Saint-Crucifix, a également été murée. Deux nouvelles entrées ont donc été ouvertes, à savoir les actuelles portes latérales de la façade principale tournée vers la Piazza San Magno.
L'actuelle porte principale a été ouverte au XVIIIe ou au XIXe siècle. Il fut décidé d'ouvrir la porte centrale car les deux entrées latérales ne permettaient pas au visiteur qui pénétrait dans la basilique de se retrouver directement devant le maître-autel.
Les travaux de déplacement des entrées ont été l'œuvre de Richini, ancien ingénieur des usines ecclésiastiques de Lombardie et futur concepteur de l'église de la Madonnina dei Ronchi, qui a également modifié l'aspect extérieur de la basilique en éliminant les nervures en relief, ajoutant des pilastres, des tympans et des linteaux aux nouvelles portes d'entrée, ouvrant des fenêtres baroques sur le dôme et construisant la lanterne et le tiburio : toutes ces interventions ont donné à la basilique, dans l'ensemble, un aspect plus léger. C'était probablement à ce moment que les plans originaux de l'église de Legnano ont été perdus, à moins qu'ils n'aient déjà disparus lors du pillage de 1511. 

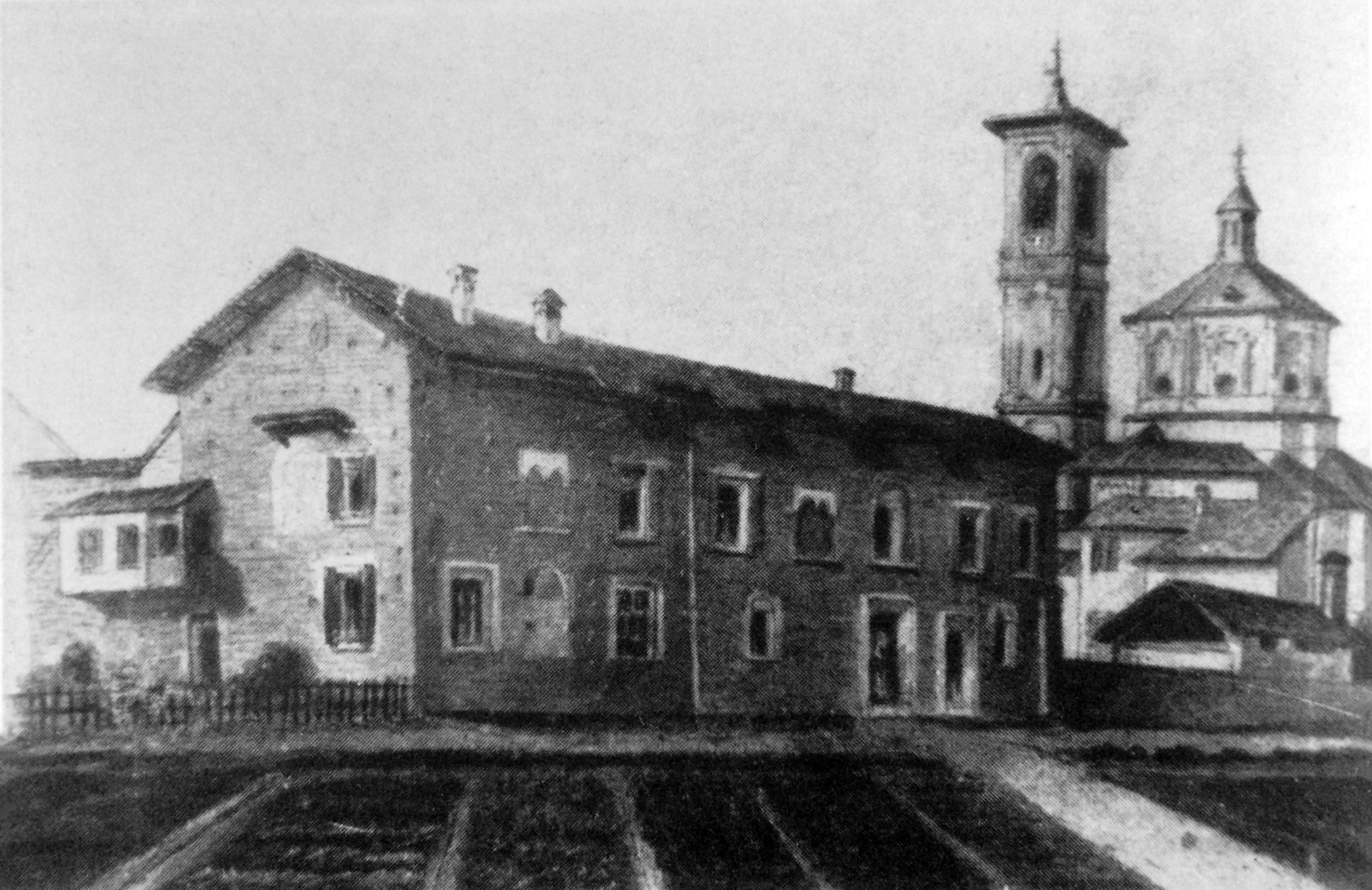
Au premier plan l'ancien palais Leone da Perego, fondé au Moyen Âge, dans une aquarelle de Giuseppe Pirovano. En arrière-plan, on reconnaît la basilique de San Magno

L'orientation originelle nord-sud a été choisie pour une question d'urbanisme : à l'ouest se trouvait le cimetière, tandis qu'à l'est se trouve l'Olona : il a donc été décidé de construire les portes vers le nord et le sud. Le chœur, qui abrite le maître-autel, aurait tout de même été édifié à l'est par tradition. Mais en entrant dans la basilique par l'ancienne porte située au nord le maître-autel se trouvait à gauche et non devant ; cette contradiction a conduit à la décision de faire pivoter les entrées de 90°, c'est-à-dire vers l'ouest. Une hypothèse suppose que, pendant la première partie de l'histoire de la basilique, lorsque les entrées étaient orientées nord-sud, le maître-autel était situé dans une autre chapelle qui était alignée avec la porte d'entrée principale.
Le 2 juillet 1611, deux nouvelles cloches sont installées, puis consacrées le 20 août suivant, par le cardinal Federico Borromeo . En référence à cet événement, une note d'archive indique :
« […] una [campana] di 130 rubbi fatta a spese della comunità, l'altra, che prima era di 36 rubbi, accresciuta a spesa dei nobili al numero di 80 rubbi […] »
« […] une [cloche] de 130 rubbi au frais de la commune, l'autre, initialement de 36 rubbi, a été augmentée au frais des nobles pour atteindre un poids 80 rubbi […] »
— Nota dell'archivio parrocchiale
Avant la fonte des deux cloches, Lazzaro Brusaterio, chanoine de San Magno, fit un voyage à Sion, ville suisse du canton du Valais, dans le but d'apporter à Legnano un fragment de cloche devenue sacrée par un miracle de Saint Théodore, qui y était conservé, et qui devait être ajouté, selon les intentions, au moulage des nouvelles cloches de la basilique de Legnano. 

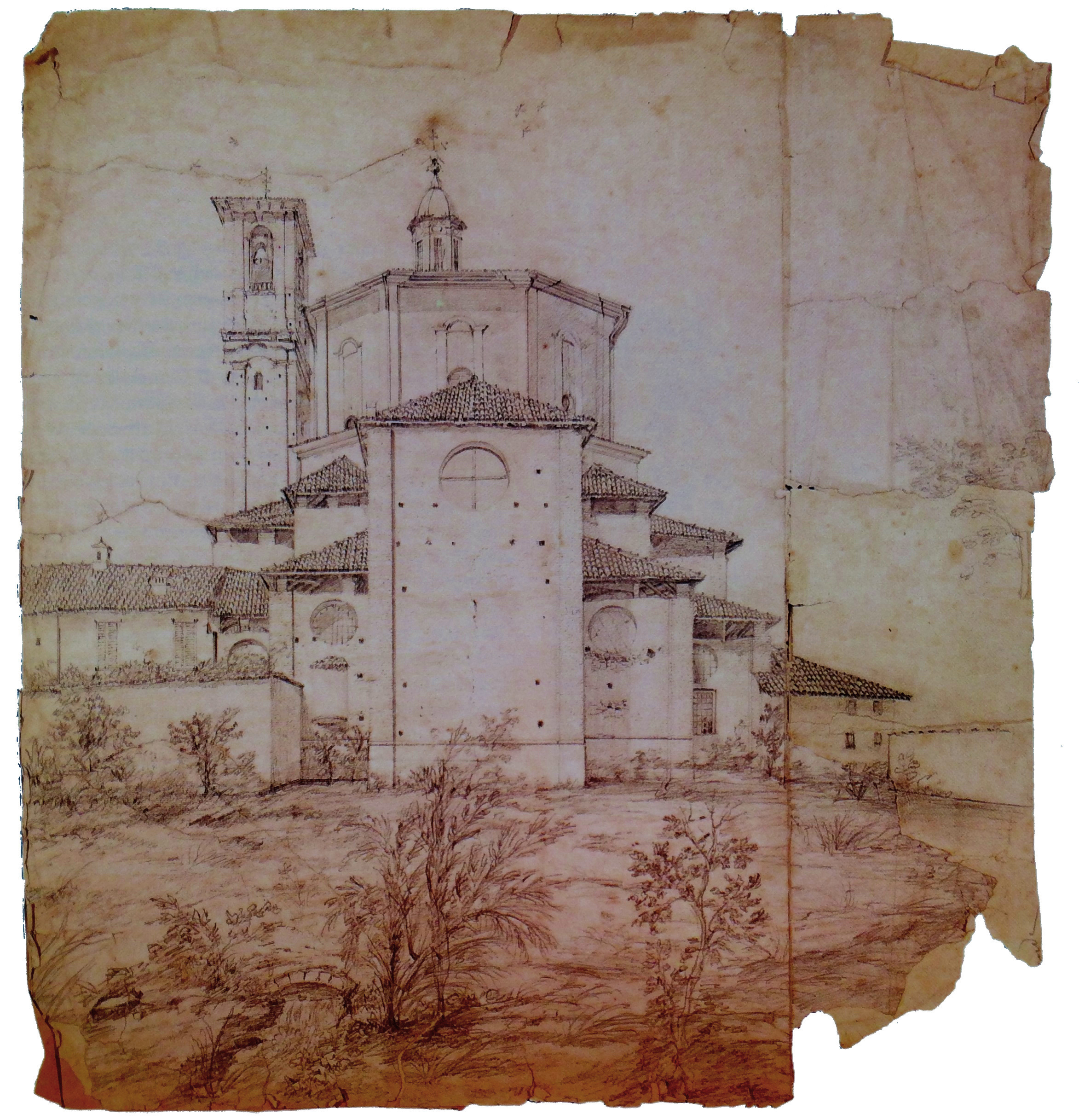
Dessin de 1860 représentant la basilique San Magno, par le Mosé Turri père (1837-1903)

### XIXeetXXesiècles
Aux XIXe et XXe siècles, la basilique San Magno n'a pas fait l'objet d'interventions notables. En 1840, des travaux de consolidation ont été effectués sur le dôme et peut-être, comme déjà mentionné, la porte d'entrée principale moderne, a été percée. La maison du sacristain a également été démolie, qui était située en direction de l'actuel palazzo Malinverni. Le 12 novembre 1850, une commission créée par le gouvernement autrichien sur proposition du prévôt de San Magno, et composée des peintres Francesco Hayez et Antonio de Antoni et du sculpteur Giovanni Servi, rédige un rapport dont le but est de réaliser une enquête en vue de procéder à des travaux de restauration sur la basilique, qui n'auront aucune suite. En 1888 une autre restauration fut organisée, qui cependant ne fut pas approuvée par la Conservation des Monuments de la Lombardie. En 1909, une nouvelle sacristie est construite.
La première restauration réalisée, nécessaire pour réparer les dégâts causés par le passage d'un cyclone qui frappa Legnano le 20 juillet 1910, est alors réalisée de 1911 à 1914.
En 1908 cinq tapisseries réalisées entre 1550 et 1560 et créées par une manufacture de Bruxelles qui représentaient les Histoires d'Élie et d'Élisée, furent transférées aux collections d'art appliqué du Château des Sforza à Milan, où elles ont ensuite été exposés. Leur vente a été décidée pour financer les rénovations effectuées de 1911 à 1914  .
Lors des restaurations qui eurent lieu de 1911 à 1914, d'importants travaux furent réalisés qui concernèrent l'ensemble de la basilique, y compris des travaux de gros œuvre, notamment sur la toiture et la façade et en allongement les chapelles tournées vers la place San Magno d'une travée, supprimant les portes d'entrée et les fenêtres réalisées par Richini en 1610. Une fois l'ancienne façade éliminée, de nouvelles portes d'entrée furent construites, embellies chacune d'un tympan. Les ajouts baroques de Richini furent éliminés, les corniches du XVIIe siècle qui embellissaient les ouvertures circulaires du tambour ont été supprimés et des pilastres ont été créés sur la partie à l'extérieure de la basilique, pour rappeler les lignes de l'intérieur. A cette occasion, des sgraffites ont également été réalisés sur la façade et les châssis des fenêtres ont été remplacés, .
L'enfouissement de l'Olonella, qui coulait à l'est de la basilique, date de cette époque. Avec sa suppression, une vue à presque 360° de la basilique a été permise, permettant d’apprécier la structure en plan centré de l'édifice : la seule vue qui n'est pas totalement exploitable est celle au sud en raison de la présence, du presbytère du XVIe siècle, puis du centre paroissial de San Magno après la démolition du presbytère.
Au XIXe siècle, le parvis de la basilique est nommé d'après Umberto Ier de Savoie, roi d'Italie de 1878 à 1900. Il fut dédié à San Magno après la Seconde Guerre mondiale .
Une seconde restauration d’ampleur est entreprise de 1963 à 1964 : lors de ces travaux la toiture est refaite et une deuxième couverture est construite au-dessus du maître-autel. De plus, les restes du clocher roman de l'ancienne église San Salvatore ont été restaurés et les sgraffites extérieurs ont été refaits.

## Dédicace à Saint Magnus

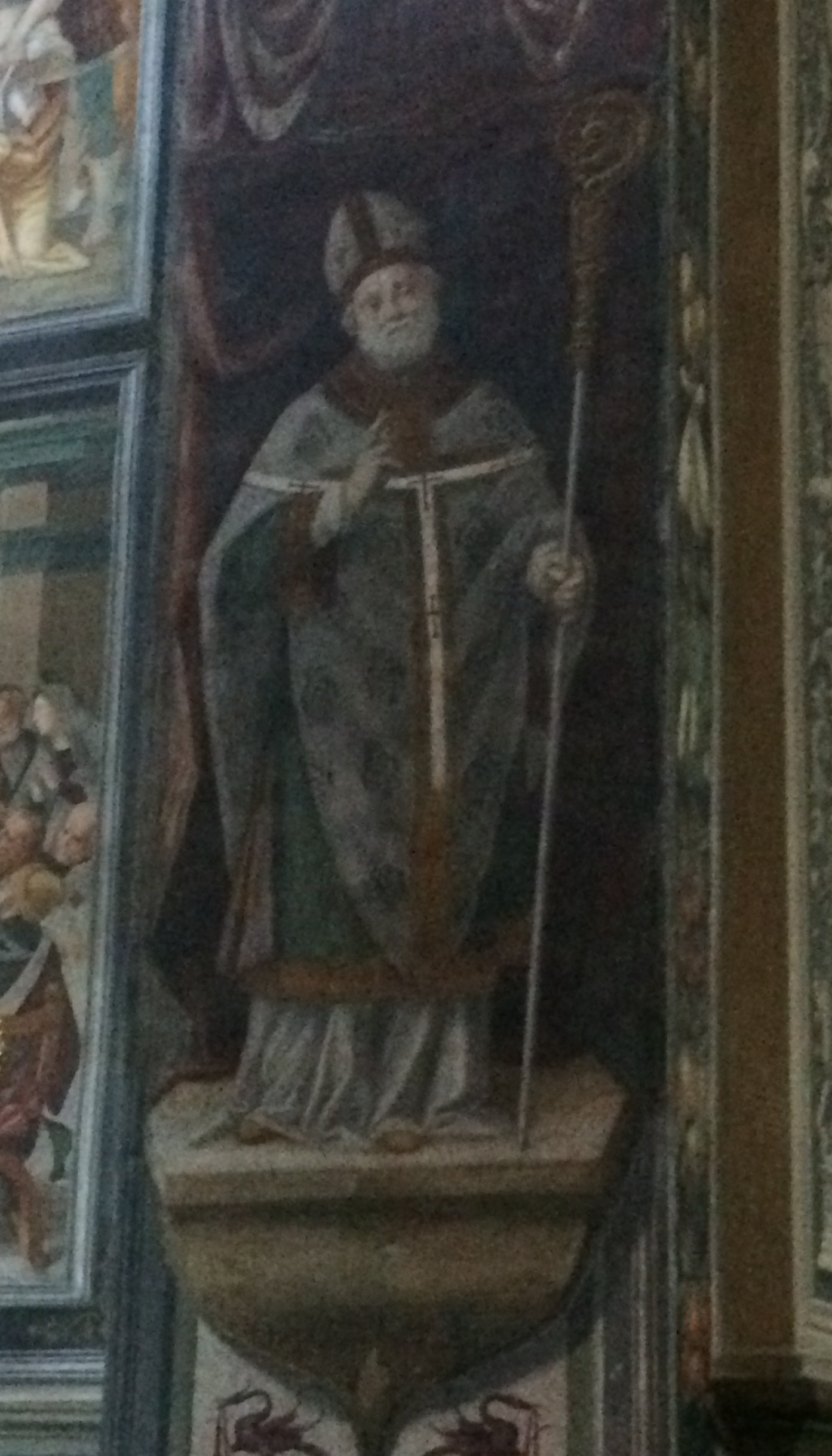
Magnus de Milan, à qui l'église de Legnano porte le nom, représenté dans la partie des fresques de Bernardino Lanino qui se trouve sur la colonne droite du chœur

La dédicace de la basilique à Magnus de Milan pourrait être liée à certains événements survenus au VIe siècle. En 523, l'empereur byzantin Justin Ier promulgua un édit contre les ariens : en réponse le roi des Ostrogoths Théodoric, qui était de confession arienne, commença à persécuter les catholiques en tuant et en emprisonnant d'importantes personnalités religieuses. À la mort de Théodoric, Atalaric siège sur le trône des Ostrogoths : grâce au nouveau roi, plus tolérant, et à l'intercession de Magnus de Milan, archevêque milanais, de nombreux prisonniers sont libérés.
Étant donné que ces persécutions affectaient également Legnano, ses habitants décidèrent de nommer d'abord l'abside centrale de l'ancienne église San Salvatore d'après Saint Magnus. Puis la paroisse, créée le 24 décembre 1482  fût nommée "paroisse de Saint Magnus et du Saint Sauveur", et enfin la nouvelle église. Saint Magnus devint plus tard aussi le saint patron de la commune de Legnano.
Le 7 août 1584, le cardinal Carlo Borromeo, archevêque de Milan, décrète le transfert de la prévôté de Parabiago à Legnano, l'édifice religieux change son nom en "église prévôtale San Magno" et le curé de la paroisse de San Magno acquis le titre de prévôt.
Le transfert de la prévôté de Parabiago à Legnano a été dicté par diverses raisons : un plus grand nombre d'habitants à Legnano, au fait que l'église San Magno était plus grande que l' église Parabiaghese des Saints Gervasio et Protasio, par la présence de l' hospice Legnano de Sant'Erasmo et par la disponibilité, à Legnano, de plus grandes ressources, y compris économiques, ainsi que par la présence dans le village de Legnano de plusieurs couvents.
Face au déplacement de la prévôté, les habitants de Parabiago firent appel au pape, mais sans succès, compte tenu de l'approbation du décret archiépiscopal par la Curie romaine, en 1586. À partir du XVIe siècle, l'église de Legnano a commencé à être appelée, pour souligner son importance, « église collégiale San Magno ». Dans ce contexte, en 1591, l'actuelle place San Magno fut agrandie en acquérant un terrain appartenant à la famille Lampugnani :
Le 19 mars 1950, par une bulle pontificale, le pape Pie XII éleva l'église prévôtale San Magno au rang de basilique romane mineure.

## Paternité de Bramante?

### Sources documentaires
Le premier document mentionnant Donato Bramante comme architecte de la basilique San Magno est un écrit de la main de Federico Borromeo, archevêque de Milan à l'époque, après à sa visite pastorale à Legnano en 1618 :
« […] Pulchra quidem est huius ecclesiae structura quae insignis Architecti Bramantis arte in fastigium excitata conspicitur eaque ob id pulchrum item atque visu venustum exigit frontispicium, ideo fiat illud ex politis lapidibus cum nitiis, statuis, coronidibus et pyramidibus aliisque ad speciem faventibus […] »
— Federico Borromeo
        
« L'architecture de cette église est remarquable, entièrement conçue par le célèbre architecte Bramante. Cette église a besoin d'une façade tout aussi belle qui satisfasse esthétiquement sa vue. Il devra donc être réalisé à l'aide de marbres précieux, en prévoyant niches, statues, pinacles et autres éléments décoratifs, et tout le nécessaire pour en rehausser la beauté. »
Federico Borromeo était aussi un grand connaisseur d'art, ainsi qu'un contemporain et ami de Richini. Les travaux de la partie extérieure de la basilique, n'ont cependant pas été réalisés au XVIIe siècle, mais quelques siècles plus tard dans un tout autre style.
Un deuxième document — toujours dans les écrits de 1650 d'Agostino Pozzo — attribue la paternité des dessins préparatoires au célèbre artiste d'Urbino :
« […] Questa fabbrica è dissegno, per quello si tiene, di Bramante, architetto de' più famosi habbi hauto la christianità, è questa fabbrica molto riguardevole a cinque la mira attesa la bella proprotione ella è in ottavo, et quadrata, e di presente con sette altari, in tal modo disposti che uno non è d'alcun impedimento all'altro. È fatta in volto con le nize sotto per porvi le statue, havea altre volte in faccia una sol porta sopra la quale si legò qui versi positivi l'anno 1518 d'Alberto Bosso qual viveva in quei tempi facendo schola di grammatica in Legnano ove anche morto fu sepolto […] »
— Agostino Pozzo, Storia delle chiese di Legnano (1650)

« [...] Ce bâtiment a été dessiné, c'est pourquoi il tient, par Bramante, architecte du plus célèbre dans toute la chrétienté, ce bâtiment est très remarquable par cinq fois grâce à sa belle proportion en octogone, et carrée,avec la présence de sept chapelles, disposés de manière que l'une ne gêne pas l'autre. Il comporte une voûte avec des niches en dessous pour placer les statues, il a une autre voûte face à une porte au-dessus de laquelle peuvent se lire des vers de l'année 1518 d'Alberto Bosso qui vécut à cette époque en étudiant de grammaire à Legnano où, mort, il fut enterré [...] »
— Storia delle chiese di Legnano (1650)
Dans le texte Les chefs-d'œuvre de Bramante de Urbino au Milain, écrit en 1870 par l'historien de l'art Carlo Casati, on rapporte un extrait d'un manuscrit de la fin du XVIIIe siècle écrit par Venanzio De Pagave, sur La vie de Bamante :
Selon toute vraisemblance, la mention de « l'église des Grâces à Legnano » est une erreur, étant donné que le projet mentionné et détaillé dans le document, comme mentionné précédemment également par Casati, se réfère à l'église San Magno.
Cela semble indiquer une réelle implication de Bramante dans le projet. La bulle papale du 19 mars 1950 émise par le pape Pie XII qui conférant la dignité de basilique mineure à l'église semble confirmer cette implication :
« […] Questo tempio, che risale agli inizi del XI secolo, più volte modificato e infine ricostruito dal geniale architetto Donato Bramante, costituisce un cospicuo ornamento e decoro della città. […] Eleviamo alla dignità e all'onore di Basilica Minore la chiesa consacrata a Dio in nome di S. Magno, nella città di Legnano, posta nel territorio dell'Arcidiocesi milanese, con l'aggiunta di tutti i privilegi liturgici, che a tale titolo le competono. […] »
— Pie XII, Bulle papale du 19 mars 1950,

« [...] Ce temple, qui date du début du XIe siècle, plusieurs fois modifié et finalement reconstruit par l'architecte de génie Donato Bramante, constitue un ornement et une décoration remarquables de la ville. [...] Nous élevons à la dignité et à l'honneur de Basilique Mineure l'église consacrée à Dieu dédié à Saint-Magne, dans la ville de Legnano, située sur le territoire de l'archidiocèse de Milan, avec l'ajout de tous les privilèges liturgiques, dont ce titre leur appartient. […] »
— Bulle papale du 19 mars 1950,

### Autres hypothèses
En ce qui concerne l'avis des spécialistes de l'art sur la paternité de Bramante, il convient de noter un extrait de l'ouvrage Histoire de l'art pendant la Renaissance d'Eugène Müntz :

« […] de même qu'un rapide passage de Bramante suffit pour peupler d'une série de merveilles cette dernière province [...] sous son action fécondante, s'élevèrent les superbe églises de Lodi, de Crema, de Saronno, de Legnano […] »

— Eugène Müntz
L'historien de l'architecture Arnaldo Bruschi est plus prudent, et dans son ouvrage Bramante il émet l'hypothèse d'une éventuelle intervention directe de l'artiste d'Urbino sur le projet de diverses églises, dont celle du principal édifice sacré de Legnano.
L'historien de l'architecture Luciano Patetta, suppose lui une intervention indirecte de Bramante à travers des seules suggestions verbales générales données aux véritables créateurs du projet de basilique.
L'historien de l'art lombard Silvano Colombo, indique dans un article publié dans la revue Arte Lombarda, que les caractéristiques architecturales de la basilique pourraient être attribuées à une simple évolution de l'art lombard sans l'intervention directe de Bramante .

### Bramante au moment de la construction de l'église
Il n'y a pas d'autres documents qui prouvent que la paternité des projets peut être attribuée à l'architecte d'Urbino : en outre, selon les quelques sources disponibles, Bramante, pendant la période de construction de la basilique San Magno (1504-1513) ne se serait pas trouvé à Milan, il n'aurait donc pas pu s'occuper personnellement de la construction de l'église de Legnano. Bramante pourrait néanmoins avoir dessiné, puis laissé aux habitants de Legnano, les plans de la basilique, sans avoir vécu au village,.
L'hypothèse d'un dessin original de Bramante est corroborée par le style architectural spécifique de la basilique de Legnano, on ne trouve en effet pas d'autres églises à plan central construites en Lombardie avant la basilique de Legnano .
De plus, les travaux de démolition de l'ancienne église San Salvatore ayant commencés dès 1495, la période de près de dix ans qui séparent les premiers travaux de démolitions et le début des travaux de la nouvelle église (le 4 mai 1504) se superpose avec les années de présence de Bramante à Milan jusqu'en 1499.
Pour corroborer l'hypothèse de la paternité de Bramante, on note l'achèvement presque contemporain (en 1497) de l'église de Santa Maria delle Grazie à Milan dont les travaux ont été suivis par Bramante lui-même la fin des travaux. L'église milanaise et la basilique de Legnano ont en commun l'idée architecturale générale, qui correspond à une croix grecque principale sur laquelle se superposent — aux coins — deux autres croix grecques plus petites. Dans l'ensemble, l'ouvrage prévoit une architecture à trois niveaux, identique pour les deux églises et formée par les chapelles d'angle, l'abside et le tambour octogonal surmonté d'un dôme, ce dernier étant soutenu par de grands pylônes, le qui séparent les chapelles et les tympans. De plus, le fait que les volumes architecturaux de l'édifice soient pratiquement parfaits conforte l'hypothèse selon laquelle la basilique de San Magno pourrait bien être l'œuvre de Bramante, tant d'un point de vue chronologique qu'artistique, et non le résultat d'un travail d'un architecte local.
A cela, il faut ajouter la présence à Legnano, entre les XIVe et XVe siècles, de familles nobles puissantes et influentes, dont les Lampugnani et les Vismara, qui ont financé les travaux et qui auraient pu contacter Bramante : ce dernier pourrait avoir été convaincus par ces importantes familles nobles.

### Analyse des indices de Bramante
Bien qu'il n'y ait pas de confirmation documentée claire du lien entre Bramante et la basilique de San Magno, il est indéniable que cette dernière est très proche du style de Bramante, notamment en ce qui concerne les volumes de l'édifice, dont la recherche a prévalu sur celle des espaces. Bramante s'inspirait en effet de Léonard de Vinci : celui ayant été le premier à rechercher, dans la création de ses œuvres, l'expression du mouvement et — pour ainsi dire — de « l'âme » des sujets représentés ; ces concepts, d'un point de vue architectural, se sont alors exprimés dans la recherche des volumes au détriment de celle des espaces, donnant ainsi la priorité à l'expression de la spiritualité de l'œuvre.
En découle une perspective, typiquement Renaissance du XVe siècle, où aucune partie ne prédomine sur l'autre, poussant l'observateur à ne pas arrêter définitivement son regard sur une partie spécifique de l'œuvre,  et se retrouve dans de nombreuses œuvres créées par les plus grands architectes de cette période : cela fait de la basilique San Magno un excellent exemple d'architecture de la Renaissance. Le fait qu'aucune partie de la basilique de Legnano ne soit architecturalement centrale, c'est-à-dire prédominante sur les autres, pas même l'abside, est également observé par Agostino Pozzo dans l'écrit précité de 1650. L'importance architecturale et artistique de la basilique San Magno a également été soutenue par la commission chargée de la conservation des monuments Lombards, qui l'a inscrite dans la liste des monuments nationaux d'importance régionale.
Le complexe de la basilique San Magno présente les mêmes éléments architecturaux que l'on retrouve dans certaines églises de la péninsule italienne, de l'église Santa Maria della Consolazione de Todi(1508), à l'église de San Biagio à Montepulciano (1518 ), à la basilique Santa Maria di Campagna à Piacenza (1528), à la basilique Santa Maria della Steccata à Parme (1539), ainsi qu'au sanctuaire Santa Maria di Piazza à Busto Arsizio (1517) et dans d'autres églises de Saronno, Pavie et Crema, qui ont toutes un plan central. Ces édifices religieux n'ont probablement pas été conçus par Bramante lui-même, mais par ses disciples. L'église de Legnano ne comporte par ailleurs pas d'ajouts architecturaux qui font dévier son apparence de l'idéal de Bramante : par rapport aux bâtiments mentionnés ci-dessus, l'église de Legnano est donc - du point de vue de Bramante - architecturalement pure.
On peut donc raisonnablement supposer que le projet de la basilique San Magno a été réalisé sur la base de dessins de Bramante, bien qu'il n'existe aucune certitude sur cette attribution.

## Plan de la basilique
| 1. atrium; 2. chapelle de Sainte Agnès; 3. chapelle de l'Immaculée Conception; 4. chapelle de Saint Charles et Saint Magnus; 5. chapelle du Baptistère ou du Sacré-Cœur ; 6. chœur/abside; 7. chapelle du Saint-Sacrement; 8. vestibule de la sacristie ; 9. chapelle du Saint Crucifix; 10. chapelle de Saint Pierre Martyre; 11. sacristie; 12. vestiges du clocher de l'ancienne église San Salvatore; 13. clocher | Piantina della basilica di San Magno |

## Architecture

### Structure et dimensions
Le plan de la basilique est typiquement Renaissance : il ne suit plus la forme en croix latine, tournée vers le maître-autel, typique des églises médiévales, mais présente un plan octogonal central qui permet une vue dans toutes les directions . Elle est typique de la première période de la Renaissance, époque à laquelle ces proportions sont devenues courantes sur les édifices religieux,. Les églises de Bramante, en particulier, n'ont pas de façade principale autour de laquelle « tournent » des volumes secondaires, mais présentent une série de symétries et de perspectives d'importance à peu près égale qui forment, ensembles, l'ensemble de l'œuvre architecturale.
Au Moyen Âge, en revanche, la perspective était entièrement centrée sur le maître-autel : cette centralité à sens unique, plutôt que sur l'esthétique et la vision du visiteur, était centrée sur les fonctions religieuses. Une célèbre exception à cette règle construite au Moyen Âge est la cathédrale de Pise : l'église pisane médiévale possède une structure architecturale qui permet une symétrique anticipant les recherches architecturales de la Renaissance. L'ancienne église San Salvatore était également typiquement médiévale, entièrement dirigiée vers le maître-autel.

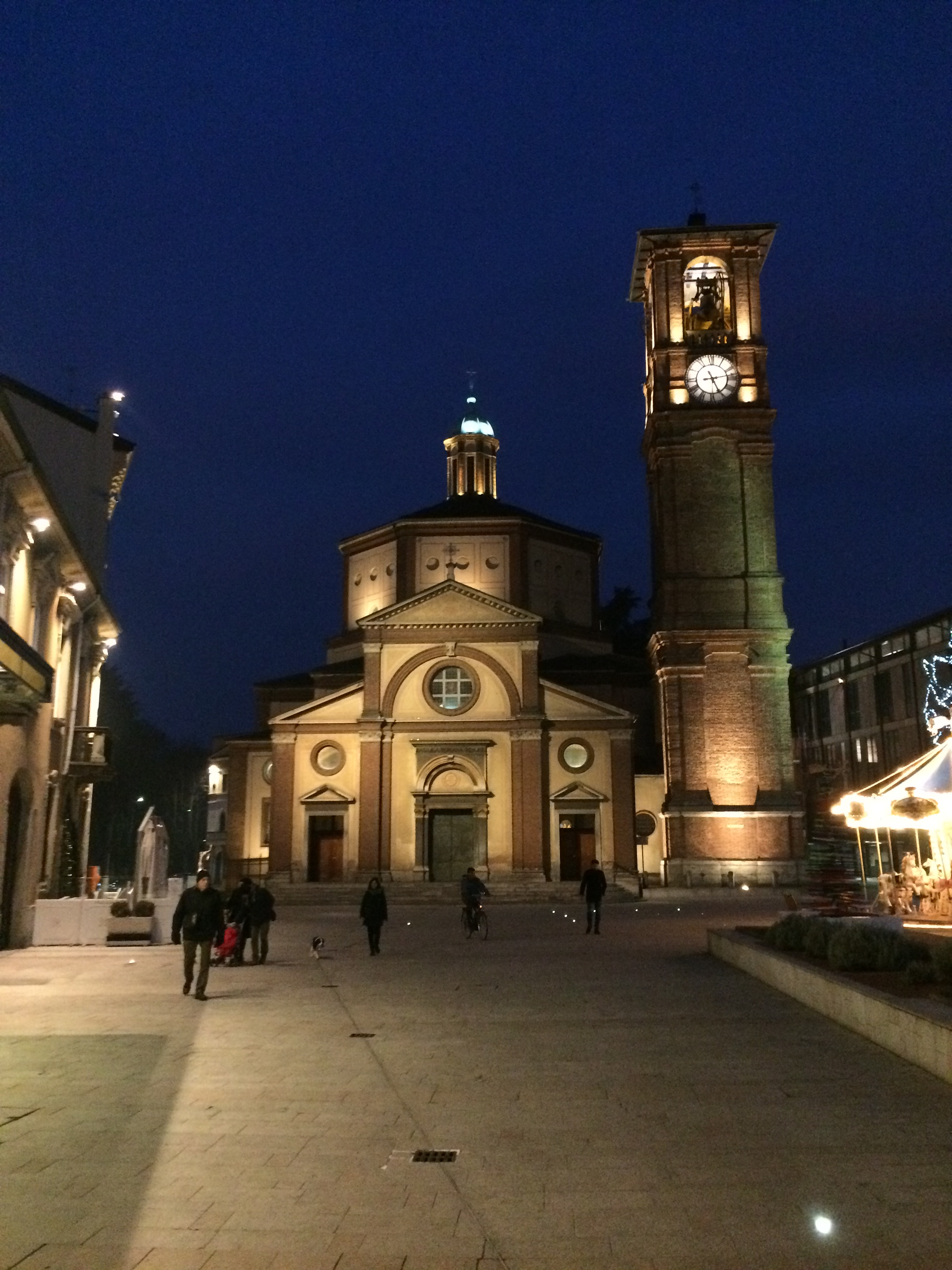
La basilique San Magno et son clocher sur une photo prise de nuit

Le plan octogonal de la basilique de San Magno a un transept court qui donne à l'église une forme de croix. Aux angles de cette dernière se trouvent quatre petites chapelles. Cette symétrie est également présente à l'extérieur de la basilique : en effet, il n'y a pas de façade, pas même la principale, qui se démarque particulièrement, attirant le regard du visiteur. Une série de volumes extérieurs d'importance presque équivalente à la façade principale se répètent. De plus, la basilique de San Magno présente une répartition parfaite des volumes des différentes parties qui composent l'ensemble architectural de l'édifice (de la lanterne aux chapelles latérales, de la façade à l'abside principale, etc.).
Ces parties de l'édifice entretiennent alors des relations parfaites : dans l'ensemble, en ce qui concerne les volumes et les proportions, l'architecture de la basilique Saint Magnus rappelle celle d'un temple de l'antiquité classique, surtout celle de l'époque impériale romaine. Cependant, contrairement aux architectes romains, les concepteurs de la Renaissance avaient une plus grande connaissance des concepts d'ingénierie et des caractéristiques des matériaux : cela leur a permis de créer des structures plus légères avec des formes plus épurées, et donc plus équilibrées d'un point de vue architectural.
A ces concepts s'est ajoutée l'alternance étudiée de niches et de fenêtres, qui confère à la basilique une excellente harmonie. En particulier, la position des fenêtres, positionnées sur deux rangées le long de tous les murs de l'église, confère à la basilique des jeux de lumière différents selon la position du Soleil dans le ciel, et donc différents en focntion du temps : cela augmente l'apparence de mouvement qui est dictée par les formes architecturales. La basilique San Magno offre donc au visiteur une vue d'ensemble globale ainsi qu'une plénitude bien supérieure à ce que l'on pourrait attendre d'une église de dimensions comparables.

#### Agrandissement de l’abside

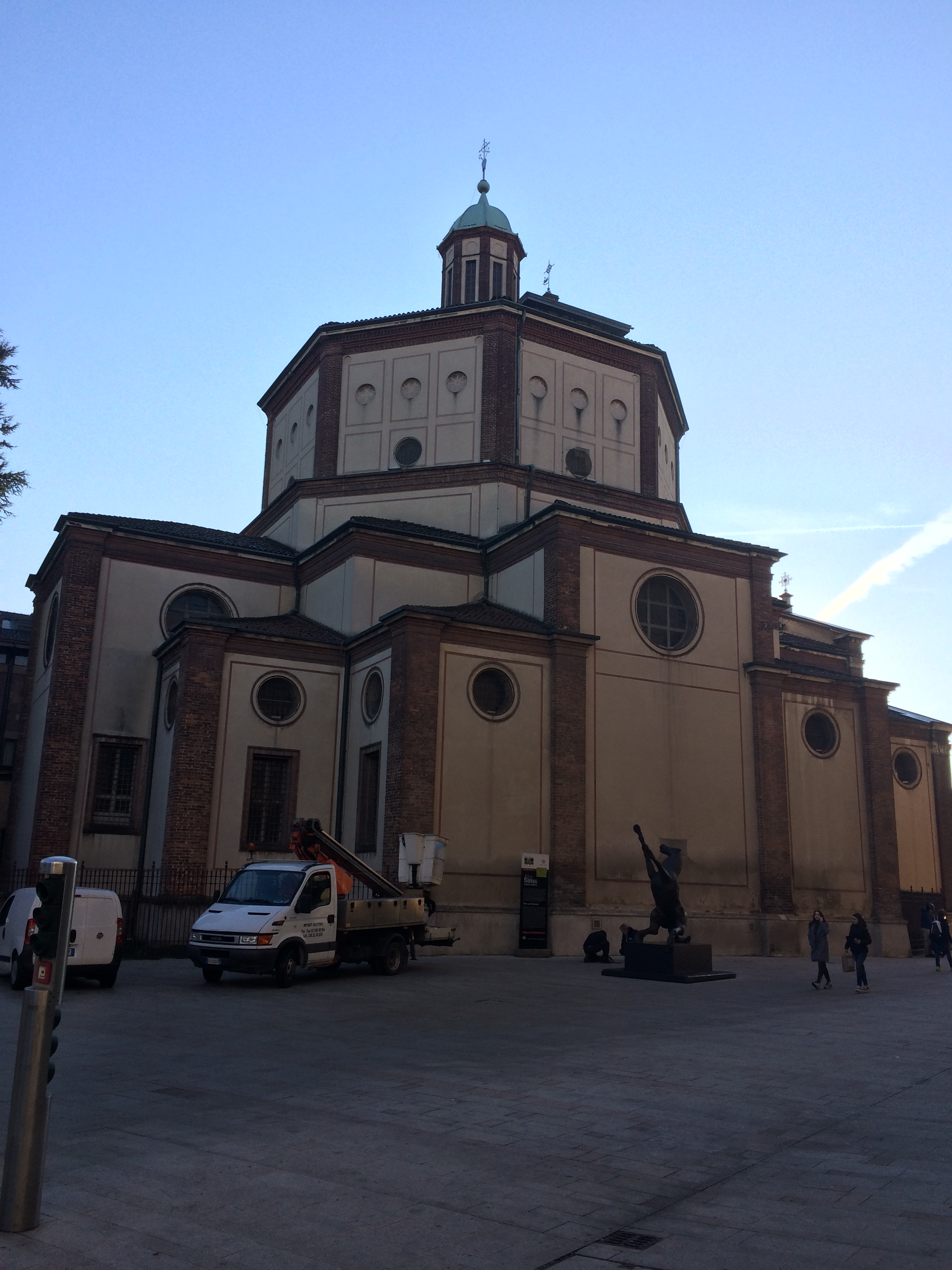
Vue latérale de la basilique. À l'extrême gauche, on distingue la plus grande longueur du choeur par rapport à celle des autres

Cependant, les dimensions de l’abside donnent lieu à une contradiction : étant plus grandes que celles des autres chapelles, la parfaite symétrie du plan architectural de la basilique, typique des projets de Bramante, est perdue. Plusieurs indices semblent indiquer que les chapelles de la basilique étaient à l'origine toutes de la même taille. Premièrement les décorations d'origine, réalisées à la teinture jaune, ne sont pas présentes sur le mur de façade de la chapelle, contre lesquels se trouvent les stalles du chœur. Deuxièmement des fissures de tassement indiquent le déplacement et la reconstruction du mur de façade de la chapelle.
Deux hypothèses pourraient justifier un tel agrandissement.
Lanino pourrait avoir demandé l'agrandissement de l'abside pour avoir un espace plus grand pour ses fresques. En effet les travaux auraient commencés en 1560 (année de signature du contrat) et se sont terminés en 1564 (fin des travaux prouvée par divers documents). C'est un laps de temps assez long compte tenu des caractéristiques de l'œuvre. Les travaux d'agrandissement de la chapelle, auraient alors vraisemblablement duré de 1560 à 1562, et la phase de peinture des murs, se serait étalée de 1562 à 1564, période également confirmée par les versements d'argent  à l'artiste, qui ont duré du 26 juillet 1562 au 29 novembre 1564, le solde final étant payé le 11 avril 1565 . L'année d'achèvement des travaux est néanmoins attesté en 1564.
L'incendie de l'église le 10 décembre 1511, pourrait également être la cause de l'agrandissement de la chapelle.

### Façade et portes d'entrée

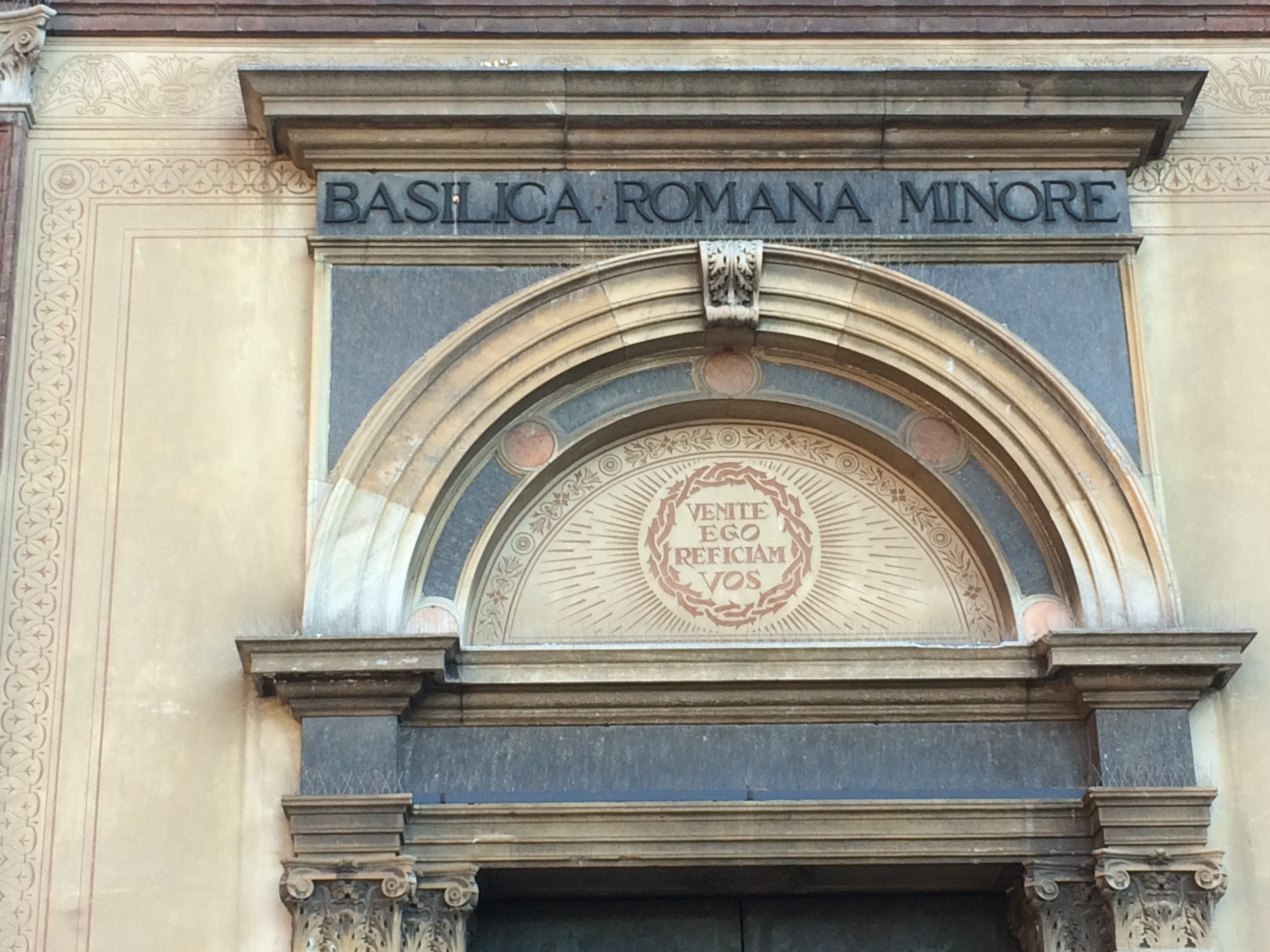
Le tympan de la porte d'entrée principale de la basilique San Magno. Sur la gauche,on peut voir un aperçu des décorations de sgraffites qui caractérisent l'ensemble de la façade

Originellement, la façade et les autres murs extérieurs de la basilique n'étaient pas enduits, les briques demeurant apparentes. L'aspect change radicalement en 1914, lors de la réalisation des sgraffites, recouvrant les murs de brique qui caractérisaient la basilique depuis des siècles. Ces travaux sont réalisés plusieurs siècles après la construction de l'église car l'architecte qui l'a conçue n'avait pas laissé de dessins d'éventuels décoration sur les murs. Les architectes qui l'ont suivi n'étaient donc pas sûrs du type d'enduit à appliquer sur les murs de la basilique, puisqu'ils ne connaissaient pas l'idée qu'en avait le concepteur d'origine, s'ajoutant également la volonté de créer des enduits de haute qualité, à la hauteur de la valeur architecturale et artistique reconnue de l'église de Legnano.

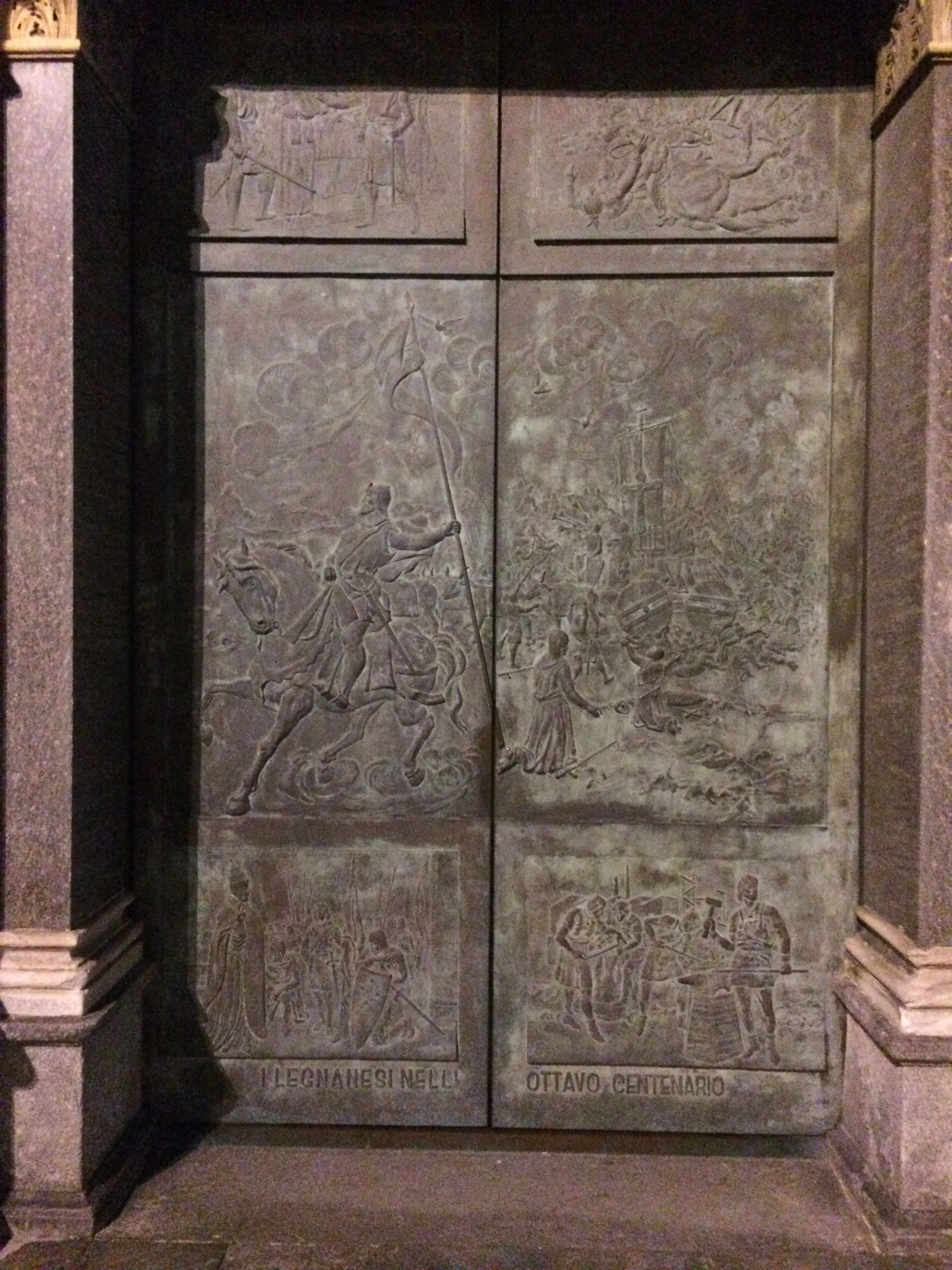
La porte d'entrée principale

Les architectes du XVIe siècle cachait en effet leurs idées à leurs successeurs : les artistes ne laissaient généralement pas de dessins du cheminement de leurs œuvres - même de simples esquisses sur les décors extérieurs - pour empêcher d'autres de s'approprier leurs idées. Le dépouillement de la façade résidait peut-être dans le désir d'attirer l'attention du visiteur sur l'intérieur de l'église de Legnano, richement décorée dès le départ. Des projets sur les décors de la façade ont également été élaborés par Richini, mais n'ont pas ensuite été mis en pratique. Ce n'est donc pas un hasard si le clocher, construit après 1752, a été construit en terre cuite et sans enduit : on a ainsi obtenu un aspect extérieur semblable à celui qui caractérisait la basilique. L'aspect "inachevé", qui distinguait la basilique de San Magno jusqu'en 1914, ne se limitait pas seulement à l'absence de plâtre, mais était bien plus profond : par exemple, près des colonnes porteuses des chapelles, les combles pouvaient être aperçues, également les trous des échafaudages datant de l'époque de la construction de l'église étaient visibles sur les murs extérieurs.

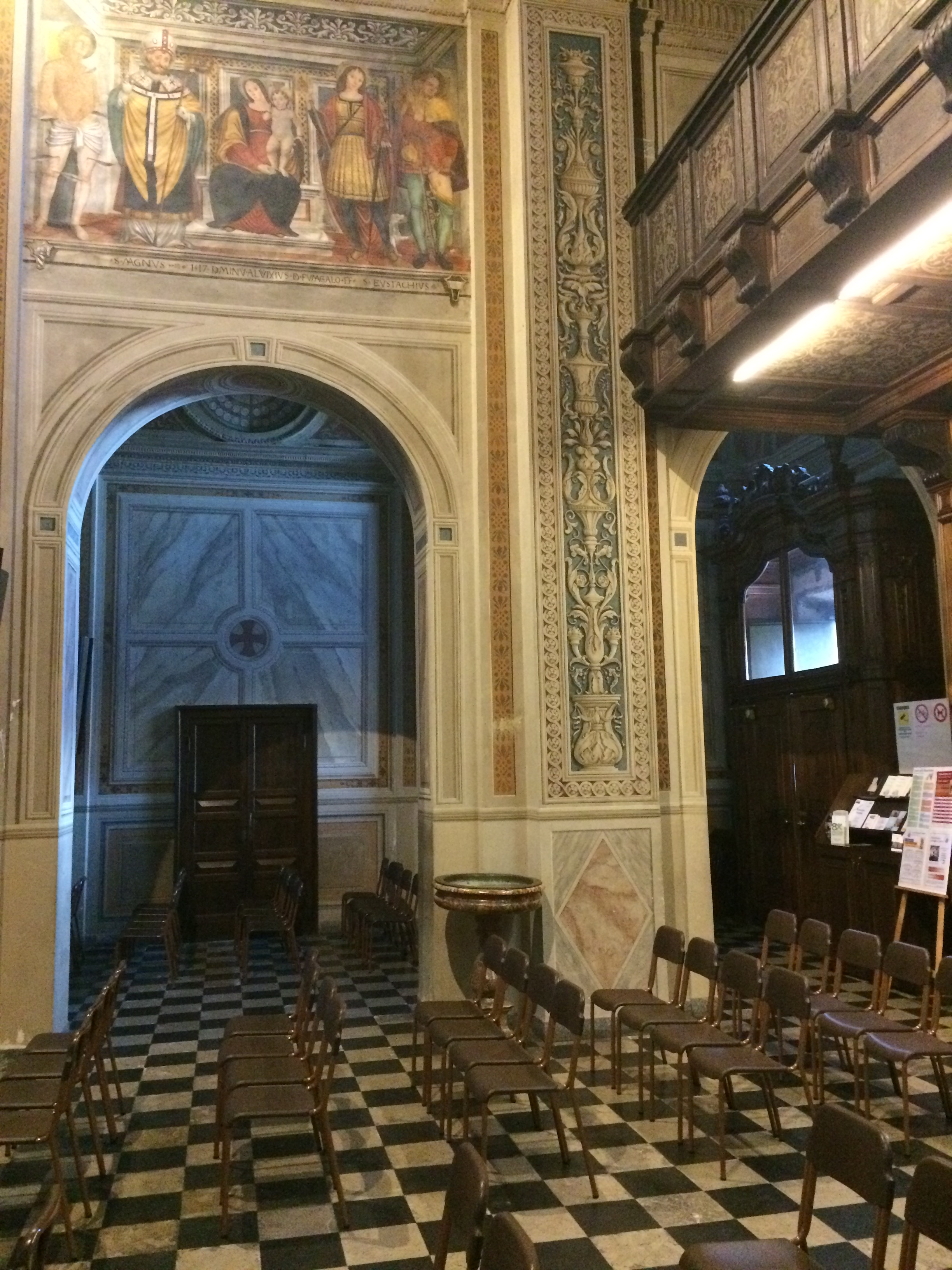
Le narthex. On peut voir la double rangée de colonnes, avec la seconde, celle de droite, qui correspond à l'agrandissement de la façade vers la place San Magno, agrandissement qui a eu lieu lors des travaux de restauration effectués entre 1911 et 1914. En haut à gauche on reconnaît les fresques représentant une Vierge à l'Enfant entourée de quatre saints

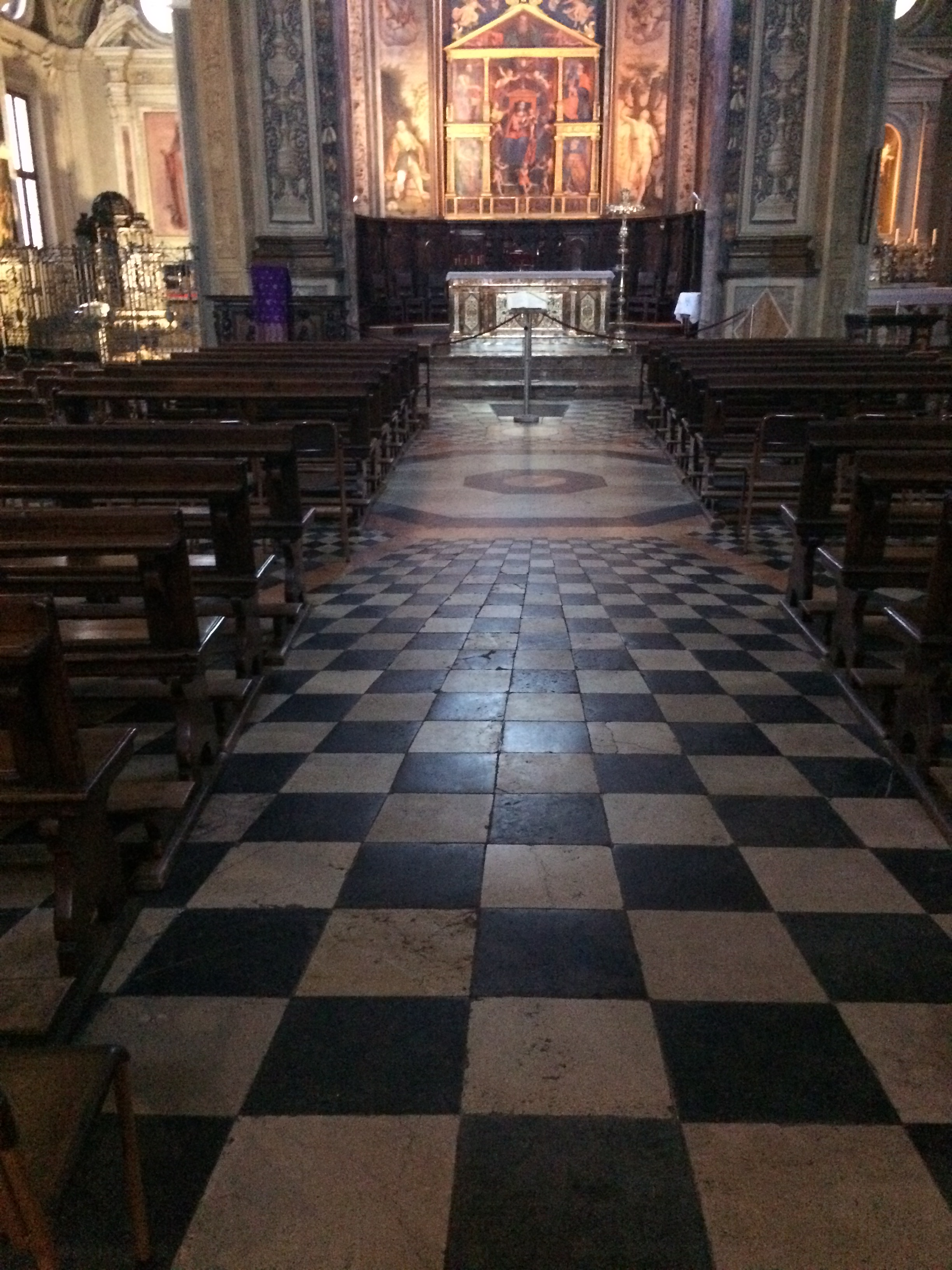
Le dallage sous le dôme. En arrière-plan, on distingue le polyptyque de Luini, conservé dans le chœur.

Les trois portes d'entrée en bronze ont été fabriquées puis offertes à la basilique à l'occasion du huitième centenaire de la bataille de Legnano (29 mai 1976) grâce à une souscription populaire organisée par l'association locale Famiglia Legnanese, avec la participation des huit quartiers qui interviennent annuellement au Palio de Legnano. Les représentations sur les battants des trois portes s'inspirent de la bataille de Legnano et des traditions culturelles de la ville. Les portes sont l' œuvre du sculpteur Franco Dotti et ont été bénies le 30 mai 1976 par l' archevêque Giovanni Colombo.

### Intérieur

#### Atrium
Lors de la construction de la basilique, les portes d'entrée, par rapport à leur position actuelle, avaient tourné de 90° vers le nord et donc l'atrium actuel comportait une travée unique et servait de chapelle, jusqu'aux travaux réalisés entre 1911 et 1914. La voûte de cette chapelle a été décorée de fresques avec un motif à caissons, peint plus tard perdu.
Des fresques qui décoraient la chapelle primitive, seules deux scènes nous sont parvenues ; sur celle de gauche se trouve un autel avec un ostensoir contenant la Sainte Hostie, aux côtés duquel sont représentés sainte Apollone, saint Antoine de Padoue, sainte Sabine et saint Blaise, tandis que sur le mur opposé figurent une Vierge à l'Enfant, autour de laquelle étaient peints saint Magnus, saint Sébastien, saint Eustache et saint Roch.
Les fresques peintes sur le mur destiné plus tard à l'entrée de la basilique ont presque toutes disparues : seules quelques traces de peinture situées le long de l'arc de l'entrée principale et sur les colonnes ont pu etre conservées.

Ces fresques ont probablement été réalisées par Gian Giacomo Lampugnani, étant donné leur similitude avec celles de la chapelle voisine de Sainte Agnès. Toutes les peintures ont été réalisées aux frais d'Aloisio Fumagalli en 1517, comme en témoigne une inscription dans la fresque située sous les armoiries des familles Fumagalli et Caimi :

« 1517 Dominus Aluvixius De Fumagalo F.F. »

##### Orgue

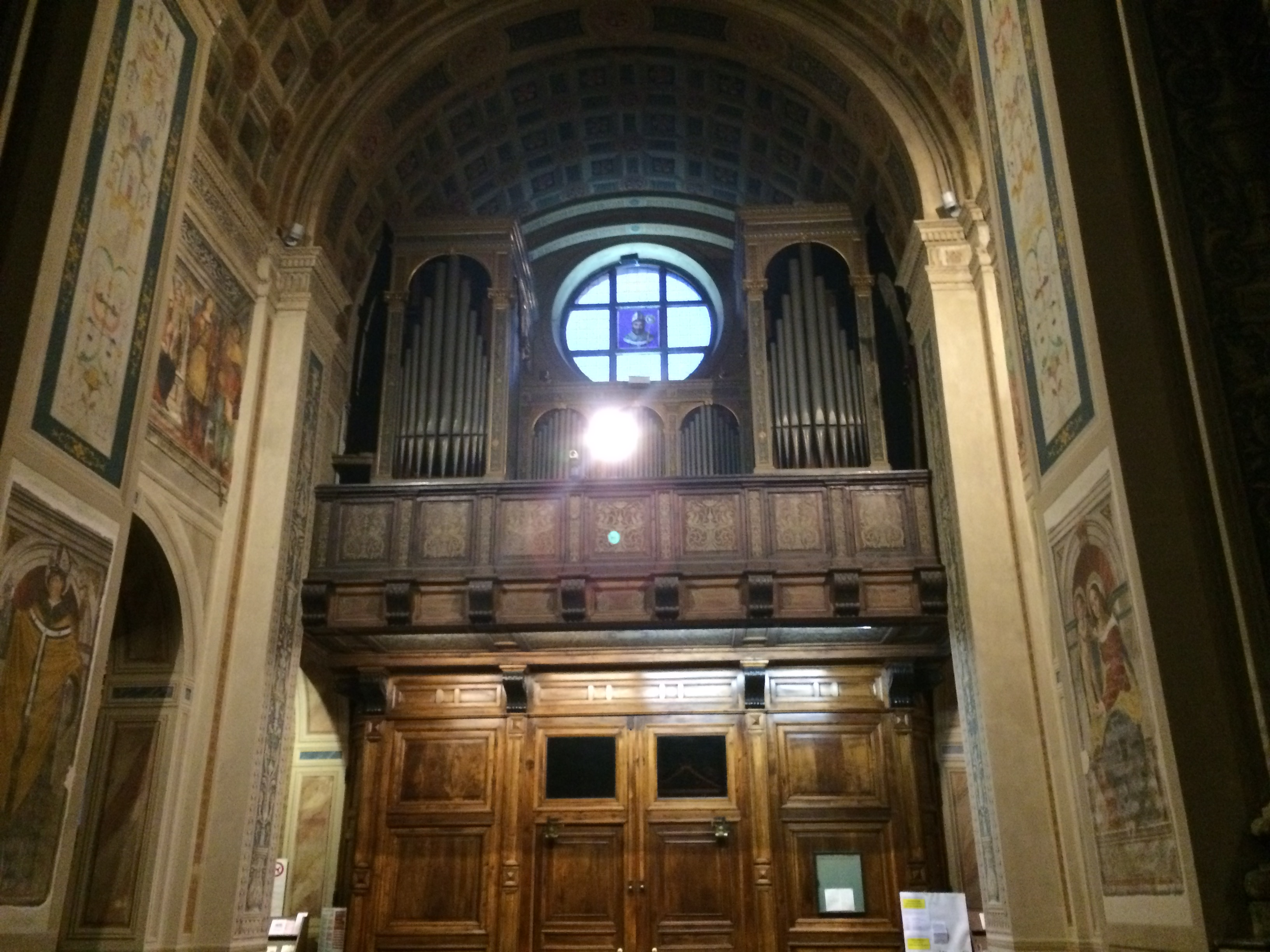
L'orgue de la basilique

L'orgue de la basilique a été construit en 1542 par la famille Antegnati grâce au legs testamentaire de Francesco Lampugnani, qui a fait don de 25 lires à la paroisse de San Magno pour la construction de l'instrument de musique et de 16 lires pour sa pose. Le cantoria en noyer serait l'œuvre du peintre Gersam Turri. Jusqu'audéplacement des entrées de la basilique, exécuté par Richini en 1610, l'orgue était situé au-dessus de l'ancienne porte d'entrée, située au nord, dans l'actuelle chapelle de l'Immaculée Conception (dite aussi "de l'Assomption").
En 1640, l'orgue a été déplacé dans la chapelle de Saint Pierre Martyre.
Il sera déménagé à nouveau en 1830, pour etre placé au-dessus de l'entrée principale.
L'orgue de la basilique San Magno, plus ancien que celui conservé dans la cathédrale de Milan, est peut-être le seul instrument à tuyaux fabriqué par la famille Antegnati qui nous soit parvenu pratiquement intact

#### Sol et parapets
Jusqu'au XVIIIe siècle, toute l'église était pavée de carreaux de terre cuite : ce sol d'origine n'est resté intact que dans la chapelle de Sainte Agnès, qui est donc la seule partie de la basilique qui n'ait pas été pavée de marbre.
Sous l'abside, lors de travaux, les restes de l'ancien sol en terre cuite disposé en chevrons ont été retrouvés sous le dallage en marbre.
Le dallage en intarsia de marbre blanc, noir et avec des bandes de rouge de Vérone, a été posé au XVIIIe siècle,. Il présente un dessin géométrique en damier. Le motif sous le dôme convergeant vers le centre de la basilique rappelant les lignes de la voûte et les profils courbes des voutes,.
Autrefois, pendant les mois les plus froids, le sol en marbre était protégé par de grandes planches de bois. 
Les parapets ont été réalisées avec les mêmes marbres : leurs colonnettes carrées, sont en marbre rouge, tandis que la base et les contours sont en marbre noir.

#### Coupole

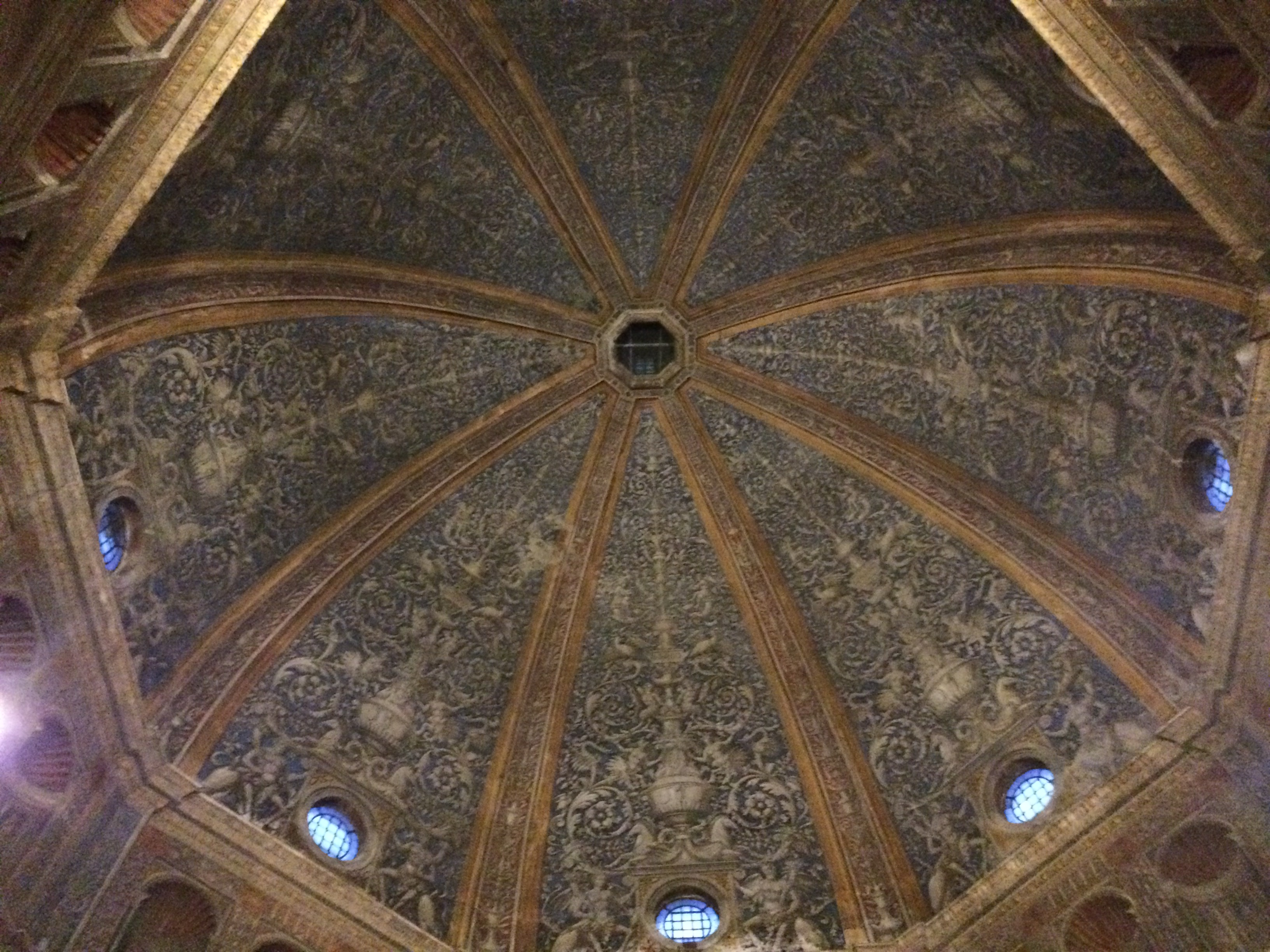
La coupole.

Les premiers travaux décoratifs réalisés dans la basilique ont été exécutés en 1515 par Gian Giacomo Lampugnani, qui a peint des fresques grotesques sur la coupole après avoir supervisé la construction de toute l'église. Ce décor sera défini par l'historien de l'art Eugène Müntz comme « le plus beau grotesque de Lombardie »,. 
Il s'agit d'une coupole à huit pans à l'intérieur desquels sont peintes des fresques de grands candélabres dont les branches partant du bas. A l'intérieur de ce dessin s'ouvrent les fenêtres du dôme. Des centaures, des dauphins, des aigles, des satyres, des hippocampes, des harpies, des angelots ailés et des dragons complètent l'ensemble, dont les couleurs dominantes sont le blanc et le gris en clair- obscur. Le bleu du fond a été réalisé à l'aide d'une teinture à base de poudre de lapis lazuli.

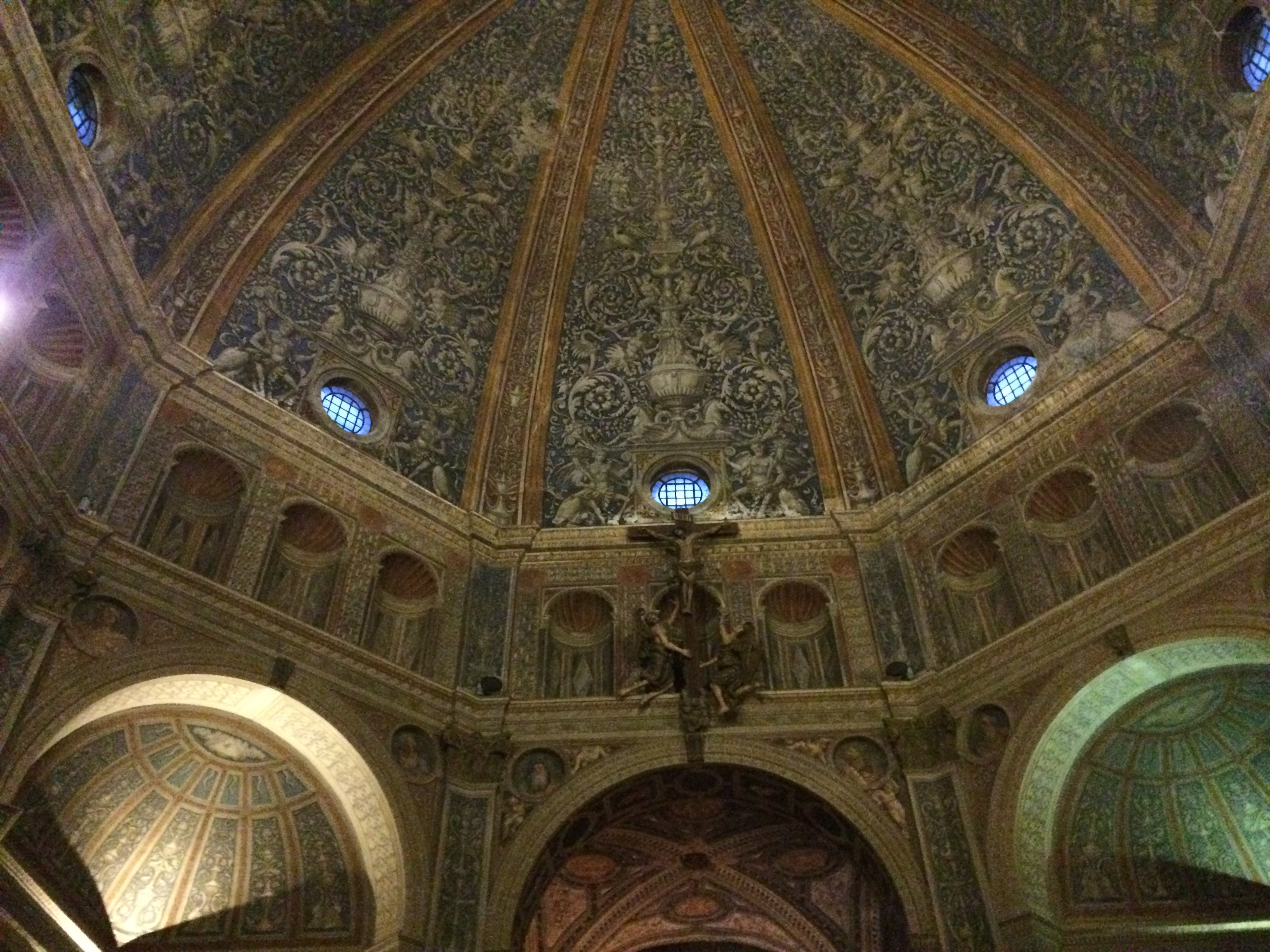
La coupole au-dessus du transept. On peut voir les niches avec les fresques représentant les visages des prophètes

Les huit pans sont divisés par des nervures rougeâtres sur lesquelles d'autres fresques de candélabres sont peintes. 
Juste en dessous du dôme se trouve un tambour octogonal qui est décoré de fresques d'un ton plus doux que celui de la coupole : contrairement à ce qui se faisait généralement dans les décors des églises de la meme époque, qui se caractérisaient par des couleurs plus fortes dans le parties inférieures et plus douces dans les parties supérieures. Le tambour se caractérise par la présence de vingt-quatre niches peintes à l'intérieur faisant ressortir la lumière tamisée créée par les renfoncements.
Jusqu'en 1923, les pendentifs et pilatres sont décorés de rayures et de carrés gris,.
En 1923, Gersam Turri peint dans les douze pendentifs, les visages de douze prophètes bibliques (de gauche à droite, à partir de l'arc situé au niveau de la chapelle du Saint Sacrement et du vestibule, Joël, Daniel, Jonas, Abdias, Amos, Aggée, Habacuc, Sophonie, Ezéchiel, Michée, Zacharie et Malachie ), rejoignant les quatre prophètes peints précédemment : Jérémie et Isaïe, qui sont au-dessus de l'abside et qui ont vraisemblablement été faites par Bernardino Lanino; Salomon et David, peints par les frères Lampugnani dans l'absidiole de la chapelle du Saint-Crucifix,. Les soffites sont ornés de peintures représentant de clés grecques.
Les pilastres sont décorés de candélabres sur fond bleu en 1923 par Gersam Turri, rappelant la décoration de la voûte.
En 1967, tous ces ajouts sont repeints par Mosé Turri, fils de Gersam, en suivant les cartons originaux de son père. Mosé Turri, à l'occasion, a également restauré toutes les fresques de Lanino dans l'abside, qui s'étaient endommagées au cours des siècles.

#### Chœur et abside

##### Chœur

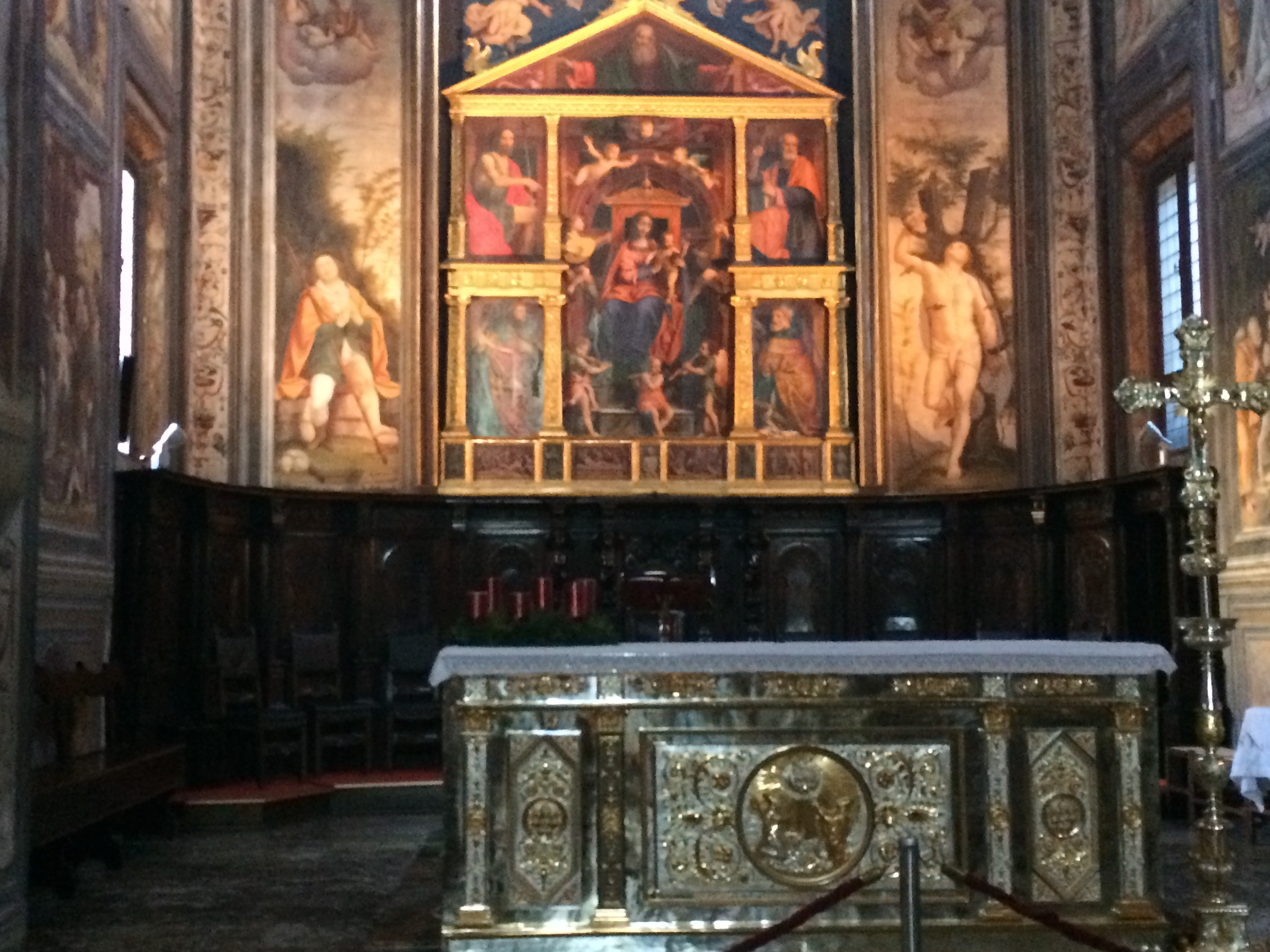
Au fond, derrière le maître-autel et sous le polyptyque de Luini, les stalles en bois du chœur.

###### Maitre-autel
Le maître-autel a été construit en 1587 à partir d'un seul bloc de marbre. A l'origine il y avait un autre autel qui était placé contre le mur du fond, comme c'était la tradition de l'époque.

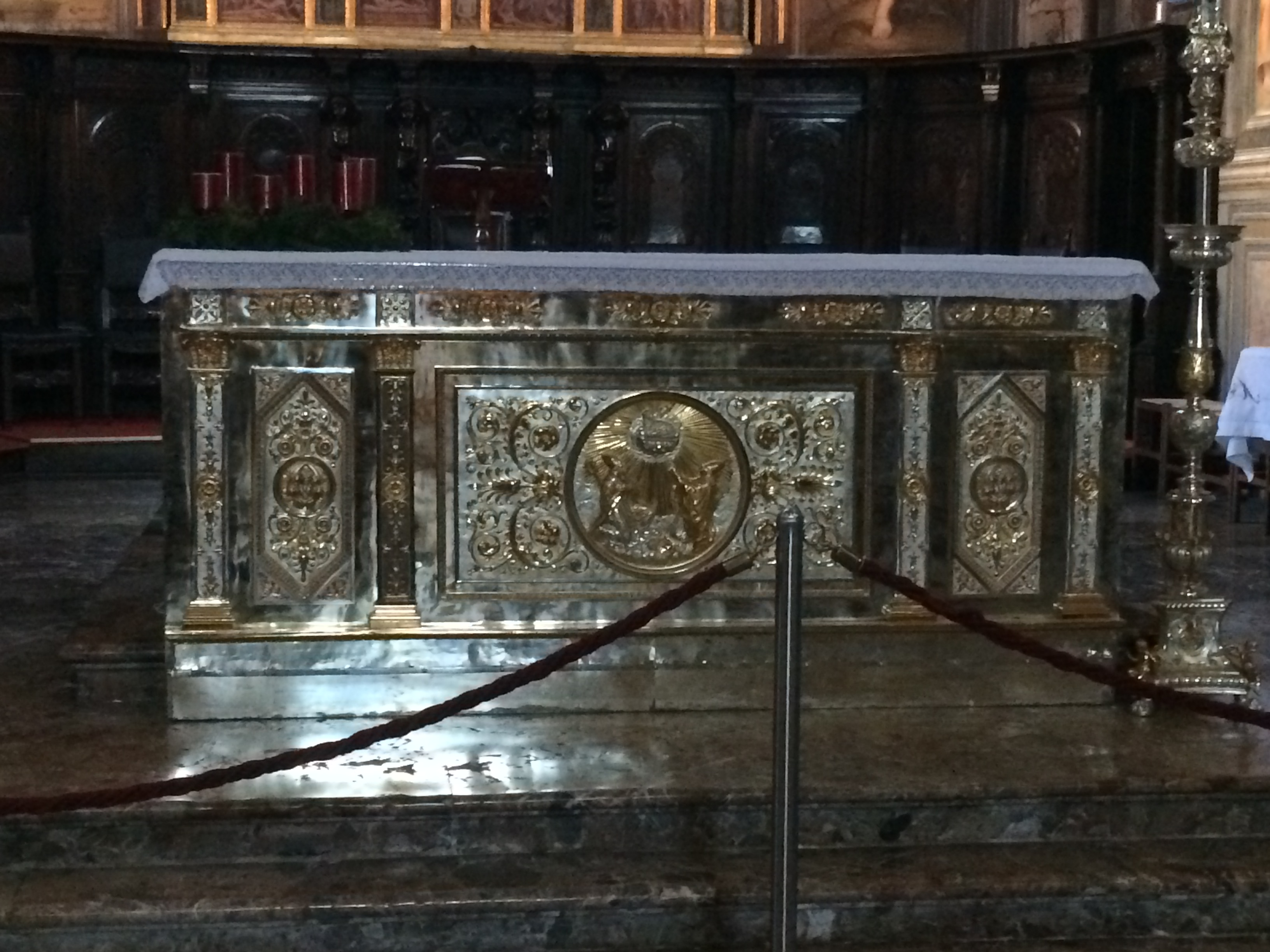
Le maître-autel de la basilique

Le maître-autel de 1587 ne fut consacré que le 23 mai 1639 : auparavant la messe était célébrée au-dessus grâce à un autel portatif.
Dans la sacristie se trouve un tempietto avec un tabernacle des frères Coiro, à deux modillons en bois doré sur les côtés. Réalisée et positionnée derrière le maître-autel dans la première partie du XVIIe siècle, alors que celui-ci était encore adossé au mur de façade de la chapelle, il était positionné sur un socle de briques.
Au XVIIIe siècle, à l'occasion du premier transfert de l'autel principal, qui a été déplacé au centre de l'abside, un nouveau tabernacle plus petit a été construit, cette fois soutenu par quelques gradins, remplaçant celui du Coiro frères déplacés vers la sacristie. Dans le même temps, au-dessus de l'autel, un ciborium de style rococo et un velum ont également été placés. Plus tard, à côté du ciborium, deux statues en bois représentant des anges adorateurs ont été placées.
Parmi les réformes du Concile Vatican II , il y eut le déplacement des autels versus populum (vers « vers le peuple »), ou vers les fidèles : jusqu'alors tous les autels étaient en effet orientées vers l'absidem ( "vers l'abside"), ou en direction de la Terre Sainte, avec le prêtre tourné vers l'est. Ce déménagement, a été effectué en 1963. En même temps, tous les ajouts du XVIIIe siècle ont été supprimés et les deux statues en bois ont été supprimées afin de permettre une vue complète du polyptyque de Luini,. Les parapets en marbre et les suspensions ont également été supprimées pour ne laisser que le bloc de marbre de l'autel. A cette occasion le maître-autel, en plus d'être tourné de 180°, a également été déplacé plus loin,. Après ces travaux, en 1968, le maître-autel de la basilique est reconsacré .

###### Stalles
Les stalles du chœur, de style Renaissance, situées à l'intérieur de l'abside, ont été réalisées en bois de noyer au XVIIe siècle par les frères Coiro, c'est-à-dire par les mêmes sculpteurs qui ont sculpté le  tabernacle de la sacristie,.
À l'origine la hauteur des stalles du chœur atteignait presque le bord inférieur de la corniche peinte par Bernardino Lanino. Au XVIIIe siècle, cette dernière est surélevée et détachée des stalles. Au début du XXe siècle, les prie-Dieu sont supprimés et une estrade est placée pour surélever les stalles, qui jusqu'alors reposaient sur le sol, une partie des fresques se retrouvant désormais cachée. Une première estrade, construite au début XXe siècle, surélevait les stalles jusqu'à cacher une partie des fresques notamment les scènes de la Visite des Mages et du Retour à Nazareth. Une nouvelle estrade, plus petite, installée en 1968 a résolu ce problème. L'ancienne cathèdre, placée sous la fresque de Jésus parmi les docteurs, est remplacée à la meme période,  par une nouvelle, réutilisant le bois de l'ancienne, décorée de cariatides et d'angelots et placée au centre

###### Chaires

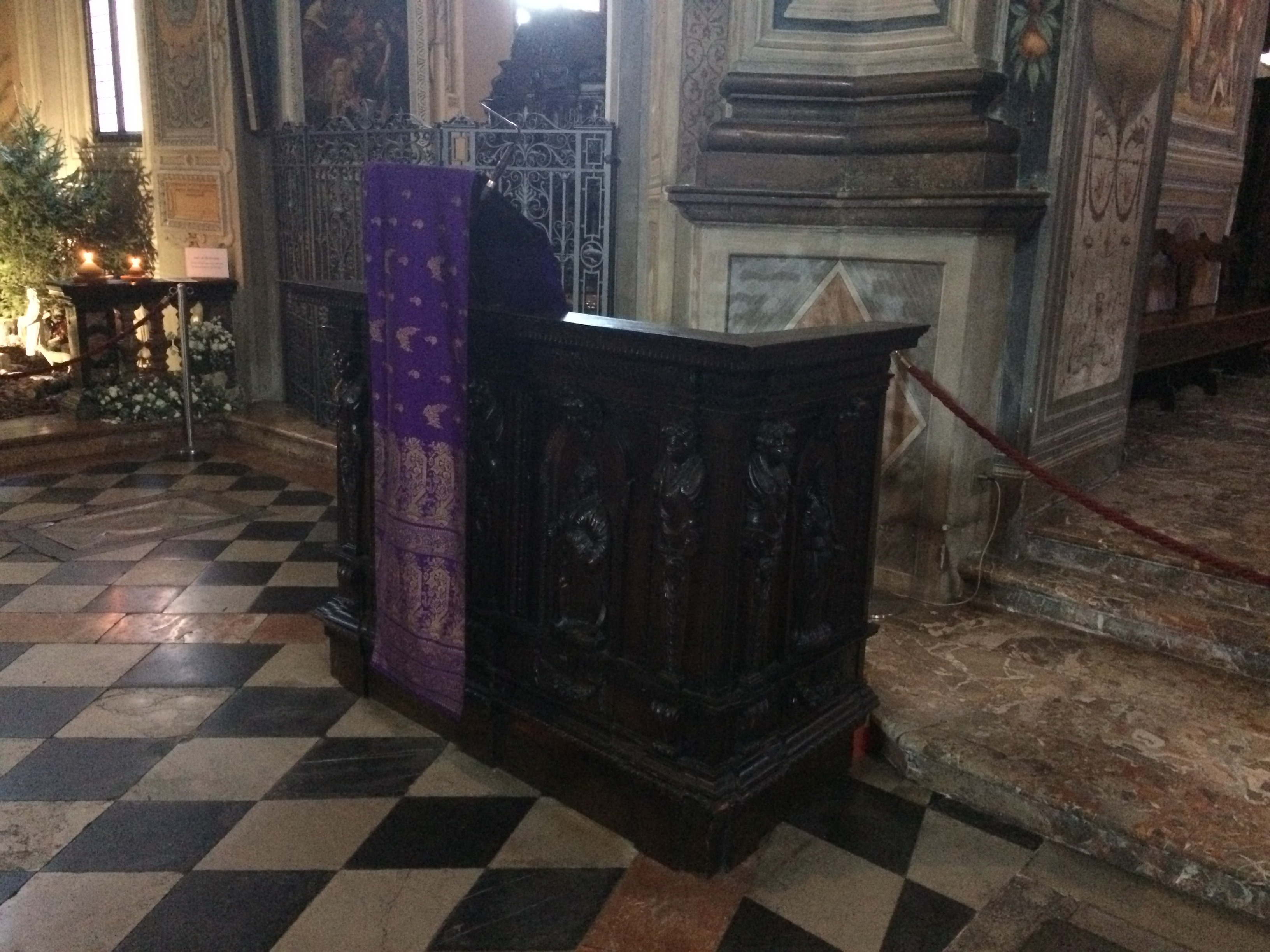
La chaire

À l'origine, il y avait deux chaires dans la basilique : elles ont été sculptées en noyer probablement en 1586,. Elles étaient installés sur les pylônes situés devant l'arc de triomphe et étaient en position surélevée en y accédant par deux escaliers en colimaçon,. Ces dernières ont été remplacées, en 1922, par des chaires amovibles. À l'origine, ils étaient équipés d'un baldaquin.
Pour les fonctions liturgiques, on utilisait généralement toujours la même chaire, celle cornu Evangelii ("du côté de l'Evangile"), située à gauche de l'autel, tandis que la chaire in cornu Epistulae (du côté de l'épître), c'est-à-dire celle à droite de l'autel, n'était utilisée que pour les cérémonies solennelles  .
En 1967, l'une des deux chaires a été supprimée. L'autre, dont le baldaquin a été supprimé, a été déplacé au niveau du sol à gauche du maître-autel,.

##### Abside

###### Fresques de Lanino
|                                     |  |  |
| Les fresques latérales de l'abside. |  |  |

La voûte et les murs de l'abside ont été peints par Bernardino Lanino vraisemblablement entre 1562 et 1564, grâce à la contribution financière de la famille Cavalieri Lampugnani, qui a accordé à l'artiste de Verceil 1 531 lires, 33 soldi et 6 deniers (ou selon d'autres auteurs, 2 164 lires et 76 soldi,). Bianca Visconti, veuve de Ferdinando Lampugnani et seconde épouse de Gaspare Antonio Lampugnani, aurait eu un rôle décisif. Le contrat entre Lanino et le curé de San Magno, Battista Crespi, est signé le 18 avril 1560 par le notaire Gerolamo Taverna. L'œuvre de Lanino est composée de huit grandes fresques plus deux petites scènes situées au-dessus des fenêtres : l'ensemble a été conçu pour « tourner » autour du polyptyque de Bernardino Luini, situé au centre et réalisé quelques décennies avant ces travaux.
Avant les fresques de Lanino, l'abside était décorée de motifs géométriques (cercles et carrés) réalisés avec la technique du sgraffite. Le fond sur lequel ces peintures ont été réalisées, d'aspect rugueux, était de couleur jaune. Lanino a exploité la rugosité du plâtre précédent pour étendre les nouvelles décorations sans enlever les peintures originales. Au fil du temps, un problème est survenu : Lanino n'ayant pas nettoyé les la suie formée par la fumée des bougies et à l'humidité, les fresques ont commencé à présenter de petites fissures; les fracturant en toile d'araignée et causèrent un décollement des fresques de Lanino.

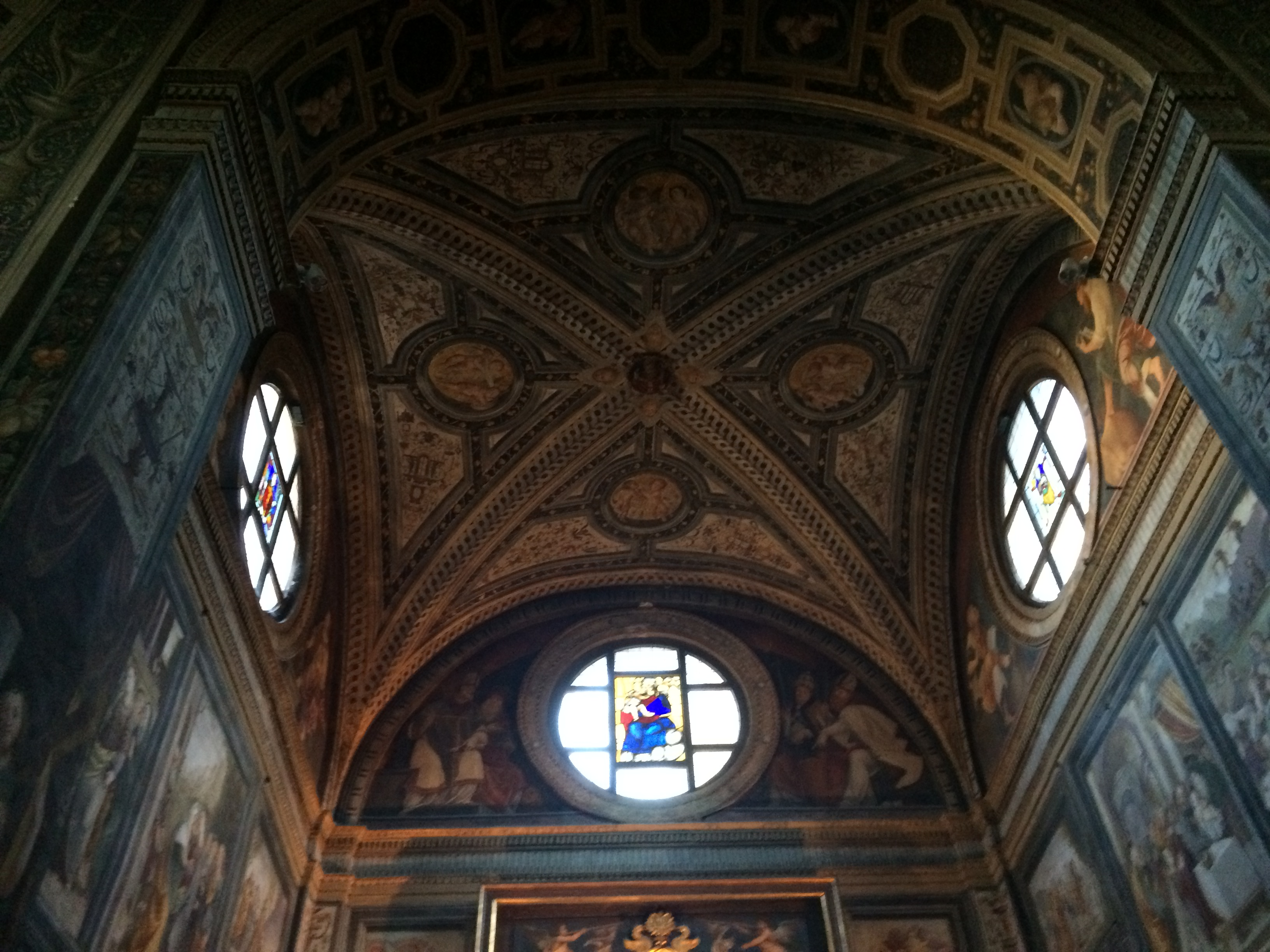
La voûte du chœur.

La voûte est décorée de festons, de fruits et d'angelots, réalisés dans un style grotesque. La couleur dominante de la voûte est le jaune doré, qui contraste volontairement avec le bleu foncé de la coupole. Les sujets peints sur la voûte de la chapelle ont un style typiquement lombard du XVe siècle. Les lunettes latérales représentent les quatre évangélistes : ceux de gauche sont saint Matthieu et saint Jean l'Évangéliste, tandis que les lunettes de droite sont saint Marc et saint Luc. Sur la lunette du mur de face, sont peints les quatre premiers docteurs de l'Église, à savoir saint Ambroise, saint Augustin, saint Jérôme et saint Grégoire,.
Les murs sous la corniche sont décorés de fresques. Le Mariage de la Vierge, la Visitation de la Bienheureuse Vierge Marie,  Adoration des Bergers et la Visite des Mages sont représentés sur le mur à droite de l'autel. Le mur de gauche est quant à lui décoré du Voyage à Nazareth, de la Purification de la Bienheureuse Vierge Marie, du Massacre des Innocents, du Retour à Nazareth et de la Dispute. Dans cette dernière fresque figurent des portraits de Lanino et de son assistant, qui prêtent leur visage à des passants. L'arche est décorée de fresques d'anges volants et de motifs géométriques rehaussés de fruits. L'autre face de l'arche, en direction du centre de l'église, est peinte de candélabres, de fruits et légumes. Deux tondos représentant chacun un prophète, soutenus par des anges, ont été peints dans l'espace entre l'arche et les piliers de l'édifice.
Sur le mur du fond, sur les côtés du polyptyque de Luini, il y a des peintures de Saint Roch et Saint Sébastien, tandis que Jésus-Christ et Saint Magnus sont représentés sur les piliers à l'entrée. Ces derniers sont dominés par des vitraux agrémentées de rideaux pourpres. Cette chapelle, dans son ensemble, a une grande valeur artistique, et  représente, selon les experts, l'un des chefs-d'œuvre de Lanino.

###### Polyptyque de Luini
Un autre chef-d'œuvre de la basilique est le polyptyque de Bernardino Luini, œuvre commandée le 5 juillet 1523, qui se trouve derrière le maître-autel. Le polyptyque de Luini est unanimement considéré par les historiens de l'art comme l'un des chefs-d'œuvre de l'artiste lombard, sinon sa meilleure œuvre,.
Luini semble avoir vécu à Legnano sur a même période. Vraisemblablement à cause de l'épidémie de peste de Milan et qui a contraint de nombreuses personnes à se réfugier dans des lieux isolés ou périphériques pour échapper à la maladie. Selon le témoignage d'Agostino Pozzo, Luini a cependant eu l'occasion, au-delà de son hypothétique et long séjour à Legnano, qui aurait duré un an, de peindre d'autres œuvres dans le village.

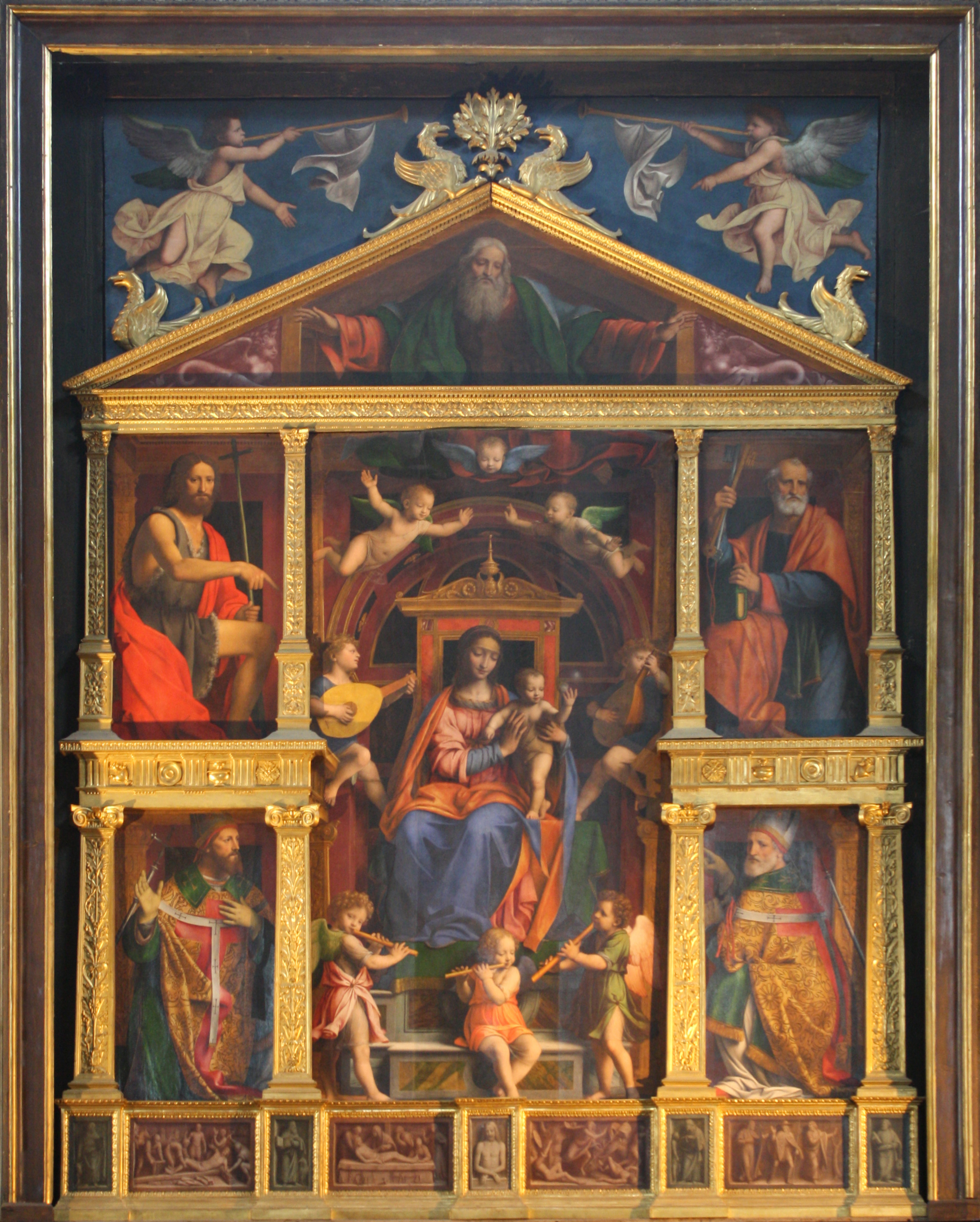
Le polyptyque de Bernardino Luini, réalisé en 1523, qui est conservé dans le choeur

Ce polyptyque mesurant environ 3 m x 5 m, présente un style pictural très différent des œuvres environnantes. Au-dessus du tympan, deux anges jouant de la trompette. À l'origine, il y avait deux portes, plus tard perdues, qui fermaient le polyptyque en semaine pour protéger les peintures; sur les deux portes étaient représentés, respectivement, Sainte Catherine et un groupe d'anges. Une copie des deux portes a pu être conservée sur l'Isola Bella, à l'intérieur du Palazzo Borromeo : commandée par Federico Borromeo, ces copies ont été vues par Agostino Pozzo en 1639,.
Le tympan du polyptyque représente Dieu le Père. Le panneau central, aux dimensions remarquables, une Vierge à l'Enfant assise sur un trône est peinte à la manière de Léonard, entourée d'un chérubin et de huit anges. Trois anges peints sur la partie supérieure chantent en chœur, deux autres à côté de la Madone jouent du luth, tandis que trois derniers, aux pieds de la Vierge, exécutent des mélodies à la flûte. Sur les quatre panneaux latéraux, Saint Jean-Baptiste, Saint Pierre l'Apôtre, Saint Magnus et Saint Ambroise sont peints, ces deux derniers étant représentés en pointant la scène centrale. Sur la prédelle inférieure, à l'intérieur des petits compartiments verticaux, saint Luc et saint Jean, Ecce Homo, saint Matthieu et saint Marc sont représentés en clair-obscur, et sont peints dans les sections horizontales : le Christ cloué à la Croix, la Mise au Sépulcre, la Résurrection et Les pèlerins d'Emmaüs.
Le cadre doré date de l'époque où Luini a créé l'œuvre. 
Déjà en 1634 la valeur estimée de l'œuvre était estimée à 10 000 écus, à tel point qu'au fil des siècles elle a fait l'objet de tentatives répétées d'achat et de vente. En 1857 un musée britannique en proposera 420 000 kreuzer.

#### Chapelle de Saint Pierre Martyre

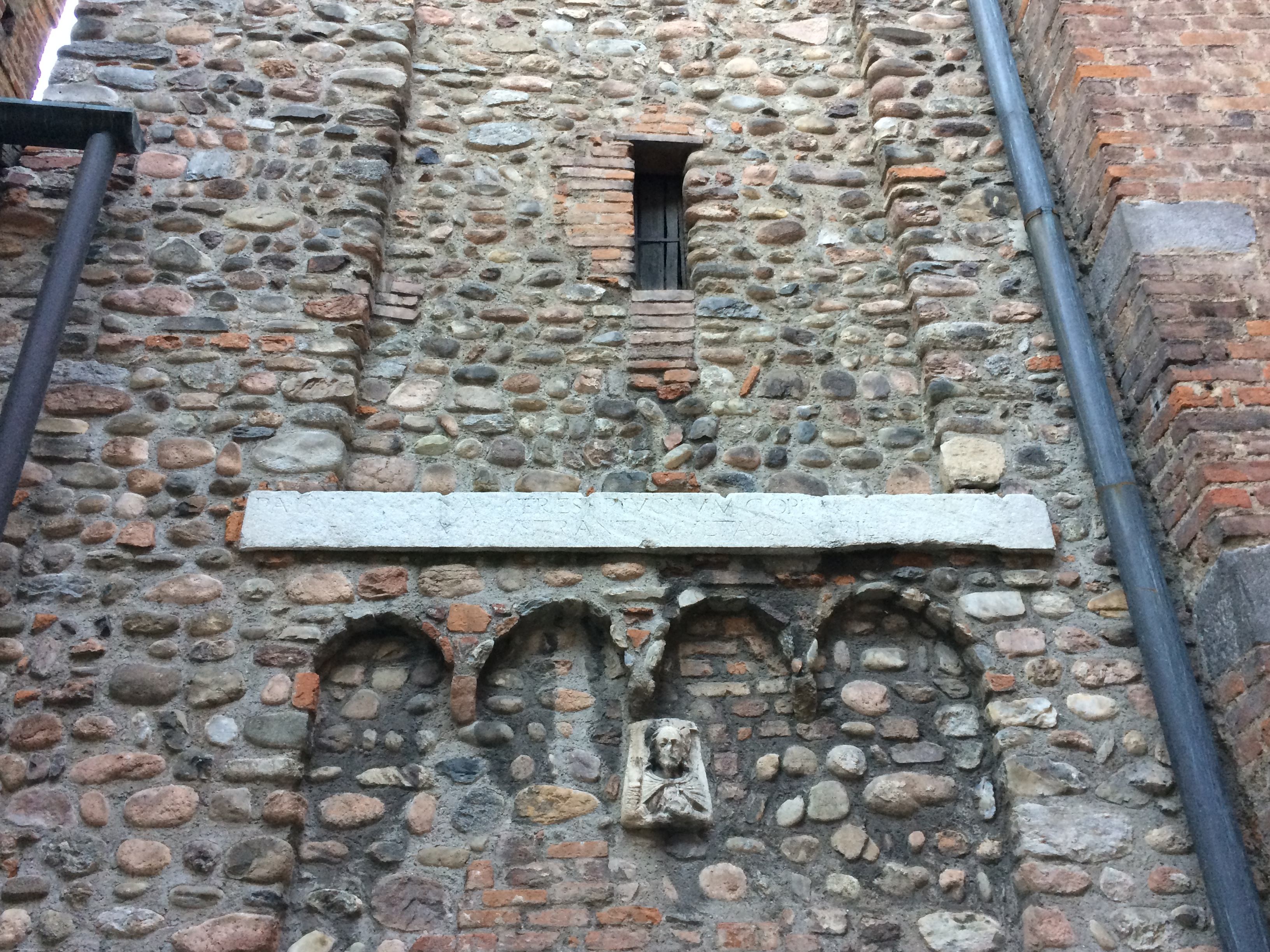

À l'origine, ce n'était pas une chapelle, mais une simple entrée du clocher roman de l'ancienne église. Avec le déplacement des entrées de la basilique, en 1610, elle devint l'antichambre d'accès au presbytère. Toujours à l'occasion de cet événement, le linteau de pierre sculpté en 1518 par Gian Alberto Bossi , qui ornait à l'origine la porte principale de la façade nord, puis murée,, a été transféré ici. Le linteau est situé au-dessus de la porte du clocher de l'ancienne église qui donne à l'extérieur. Sur le linteau est gravé :
« PAVULA • VINA • CERES • RIVORUM COPIA • TEMPLUM • LEGNANUM ILLUSTRANT • MVLTAQUE NOBILITAS »
« Les pâturages, les vignes, les cultures, l'abondance de l'eau, le temple et les nombreuses familles nobles donnent du prestige à Legnano »

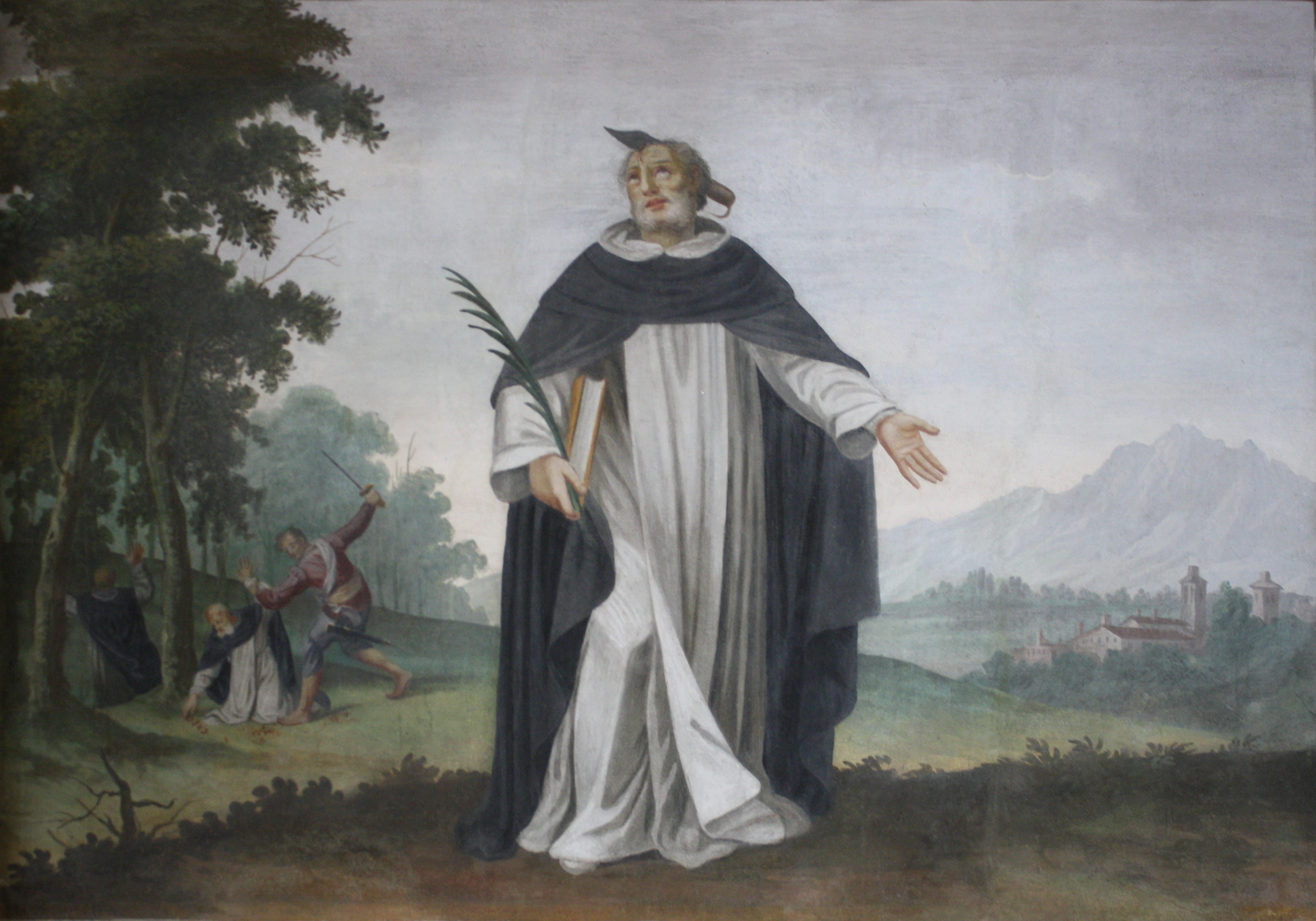
Fresque de 1830 de Beniamino Turri représentant Saint Pierre Martyr. La scène du martyre est représentée en arrière-plan

La chapelle de Saint Pierre de Vérone a été à l'origine décorée de fresques par Evangelista Luini, fils de Bernardino, en 1556, fresques depuis perdues. Initialement, les fresques ont été attribuées à tort à Lanino. Une autre attribution erronée veut que les fresques aient été peintes par Aurelio Luini, un autre fils de Bernardino, mais le style des représentations et la période de réalisation, indiquent, avec une certaine certitude, Evangelista Luini, frère d'Aurelio.
Sur le mur central, les fresques du XVIe siècle représentaient le martyre de saint Pierre dominé par quatre putti musiciens peints sur la voûte et entourés de Dieu bénissant et d'angelots (peints sur les lunettes),. En particulier, la bénédiction de Dieu a été inspirée par le Père Éternel représenté par le père d'Evangelista, Bernardino, dans le retable conservé dans l'abside. Sur les colonnes étaient peints Saint Magnus, Saint Roch, Saint Sébastien et Saint Jean l'Évangéliste, tandis que des fresques dorés bleus et rouges étaient peintes sous le cadre.

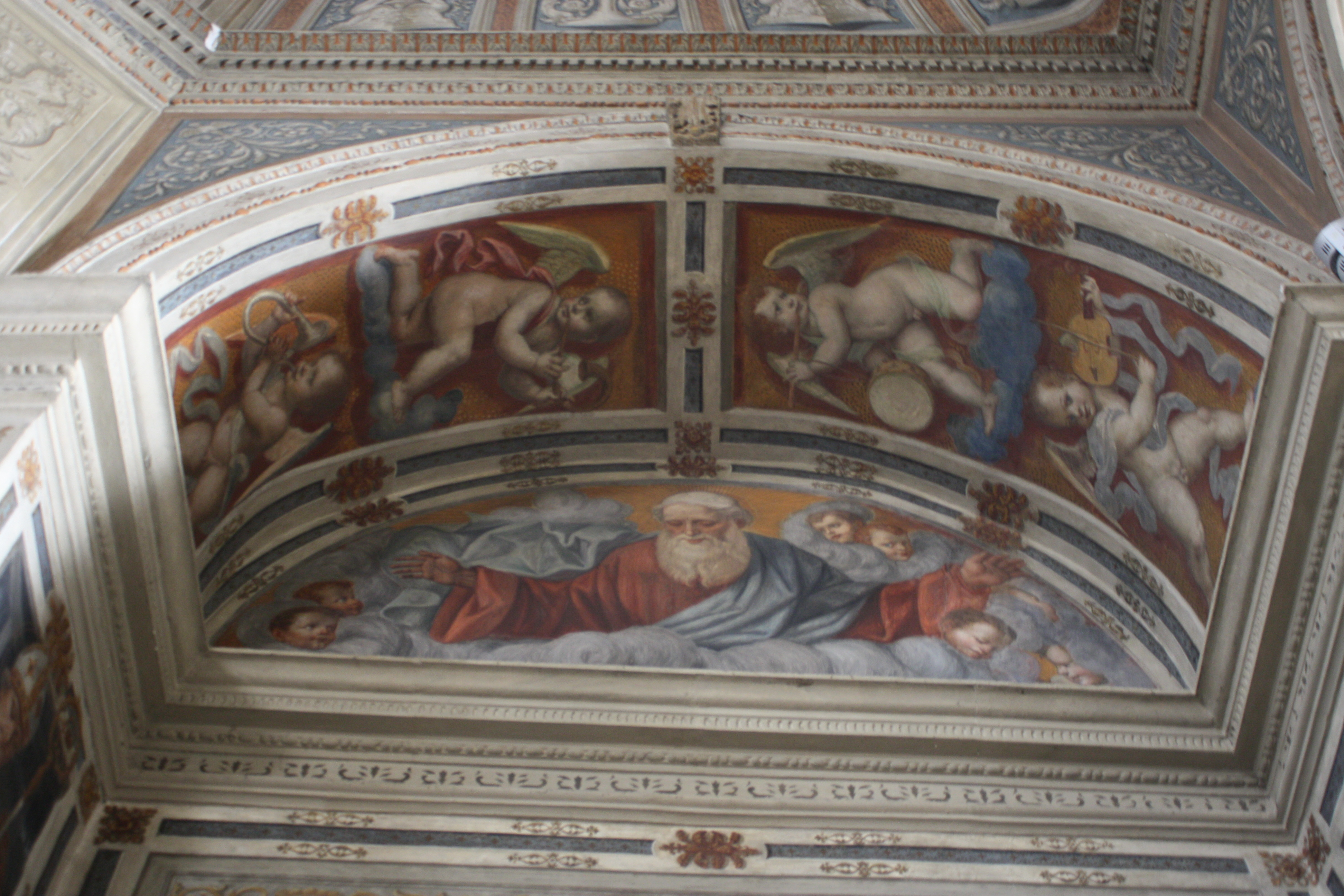
Fresque de Gersam Turri du début du XXe siècle représentant le Père Éternel bénissant en étendant ses bras, conservée dans la chapelle de Sant Pierre Martyre.

Sur ordre de Carlo Borromeo, archevêque de Milan de 1564 à 1584, en raison de l'épidémie de peste qui frappa la région de l'Alto Milanese entre 1576 et 1577, les murs des églises de l'archidiocèse furent recouvertes de peinture blanche, pour faire acte de renoncement. Les seules parties de la basilique San Magno qui ont survécu sont les figures représentant la Vierge Marie, et les fresques de la coupole car peu accessible et à cause des protestations véhémentes des habitants de Legnano.
Les fresques du XVIe siècle de la chapelle Saint Pierre Martyre, recouvertes pendant des décennies d'une couche de peinture blanche, ont probablement été détruites en 1610 à l'occasion des travaux de percement de la nouvelle entrée menant à l'ancien clocher de l'église de San Salvatore. 
Après avoir éliminé le badigeonnage, Beniamino Turri a repeint la figure de Saint Pierre le Martyr. Au début du XXe siècle, les traces des peintures originales qui représentaient les anges et les personnages latéraux du saint ont été découvertes : à cette occasion, Gersam Turri a repeint le Dieu le Père. En 1967 lorsque Mosé Turri, restaura l'ensemble des fresques, d'autres traces de la fresque originale furent découvertes.

#### Chapelle du Saint Crucifix

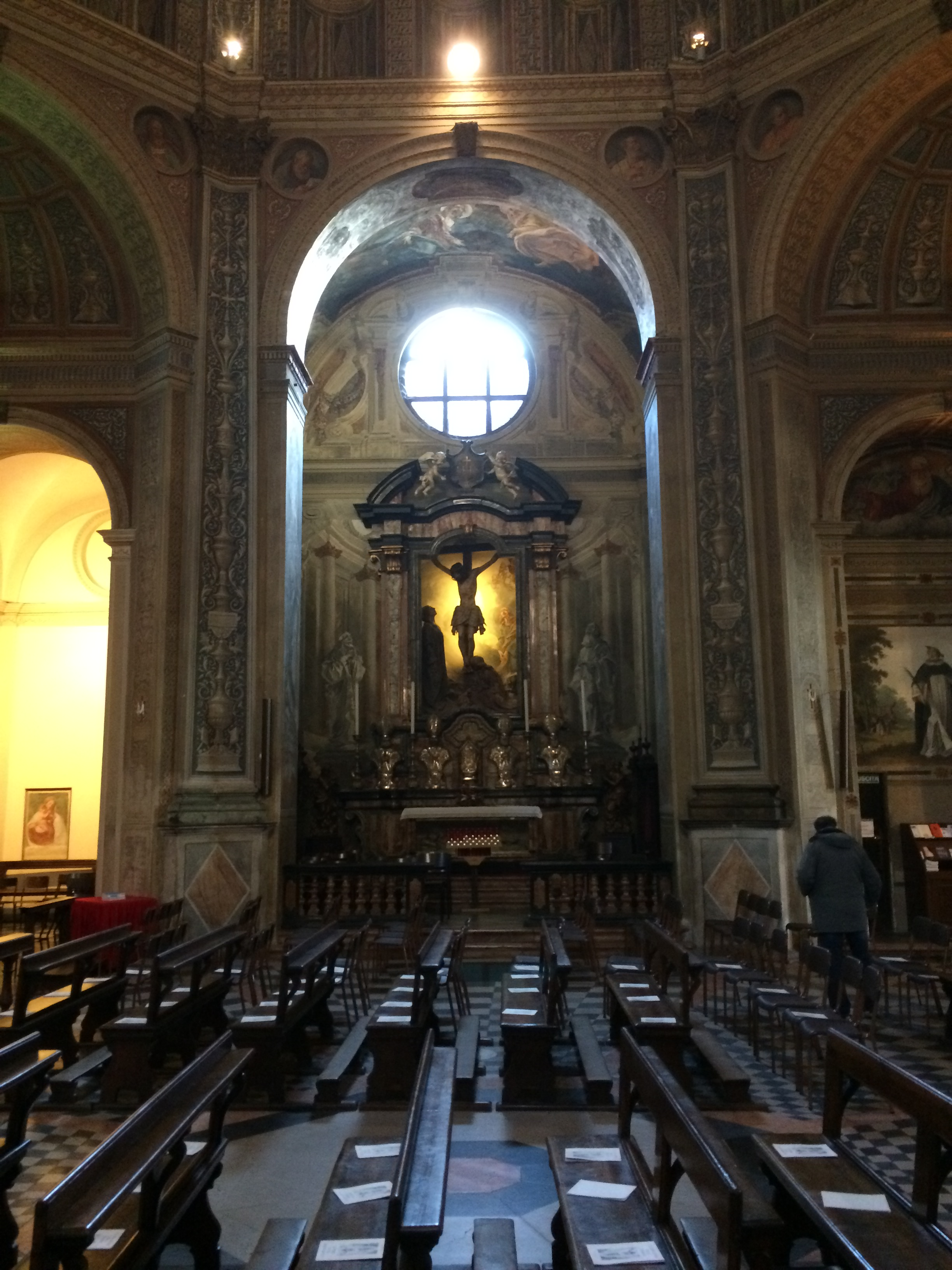
La Chapelle du Saint Crucifix

La chapelle latérale gauche est dédiée au Saint Crucifix. A l'origine, avant le déplacement de l'entrée par Richini, cette chapelle était un couloir qui reliait l'église au presbytère. En 1616,elle fut transformée en chapelle proprement dite et fut dédiée à saint Charles Borromée . Les deux toiles représentant le saint ont été transférées dans une autre chapelle de la basilique, à l'occasion de la nouvelle dédicace de cette dernière à Saint Charles et Saint Magnus.
Dans la chapelle du Saint Crucifix se trouve également un autel en marbres précieux qui date du XVIIIe siècle. Il était autrefois surmonté de deux putti qui soutenaient les insignes de Saint Charles (la mitre et la crosse) avec au centre le chapeau de cardinal portant la devise de la famille Borromeo.
La chapelle fut décorée de fresques en 1925, à l'occasion de la nouvelle dédicace au Saint Crucifix, avec quelques représentations de scènes bibliques telles que Pilate renvoyant Jésus, Rencontre avec la Vierge, Saint Pierre et Saint Paul (à côté de l'autel), Saint Jean et les anges (à l'intérieur de la niche), Jérémie et David (sur les pilastres) et un Christ dans le jardin (sur la voûte),. Les fresques ont été exécutées par Eliseo Fumagalli, qui était peintre et décorateur de théâtre.
Toujours à l'occasion de la dernière dédicace, une précieuse statue en bois représentant un Christ déposé a été transférée à la chapelle, autrefois conservée dans la sacristie puis transférée à la chapelle du Baptistère : cette œuvre, placée dans une vitrine, à laquelle aux été ajouté au XVIIIe siècle deux statues en papier mâché décorées en stuc au XVIIIe siècle, représentant la Mater Dolorosa et Madeleine pleurant sous le crucifix, réalisées par Eliseo Fumagalli,.

#### Chapelle de l'Immaculée Conception

##### Fresques

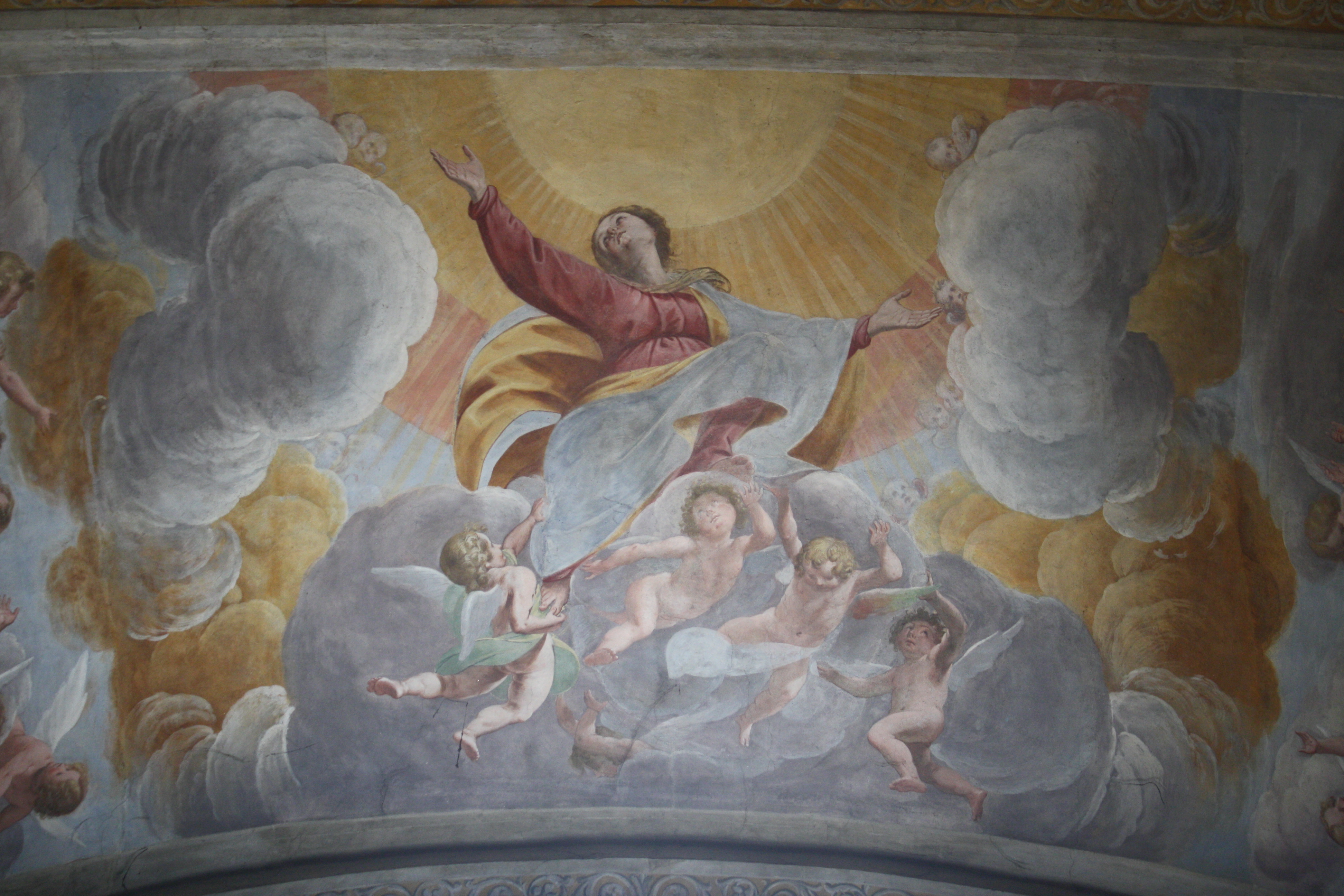
Fresque de 1633 de Francesco et Giovanni Battista Lampugnani représentant l'Assomption de la Vierge, dans la chapelle de l'Immaculée Conception

La chapelle de l'Assomption, également appelée de l'Immaculée Conception, était à l'origine l'atrium où se trouvait l'ancienne entrée de la basilique et l'orgue. après les travaux de déplacement des entrées, l'atrium a été transformé en chapelle de l'Assomption. Il était à l'origine dédié à Sainte Marie et Saint Joseph.
Les fresques de la voûte, exécutées par Francesco et Giobatta Lampugnani, datent de 1633 et représentent Assomption de Marie,. La Madone, dans la fresque, monte au ciel accompagnée de quelques anges en extase devant le miracle. Cinq angelots sont peints sur les arcs, tandis que Sainte Lucie et Sainte Agathe sont représentées sur les pilastres. Sur les murs sont représentés des colonnes de marbre surmontées d'un plafonds à caissons, peints à fresque en 1646 par Giovan Battista et Girolamo Grandi. Une scène similaire a été peinte à l'intérieur de la douzième chapelle du Sacro Monte di Varese par les memes artistes. Le mur du fond a été décoré de fresques au XVIIIe siècle par l'abbé Molina.

##### Retable de Giampietrino

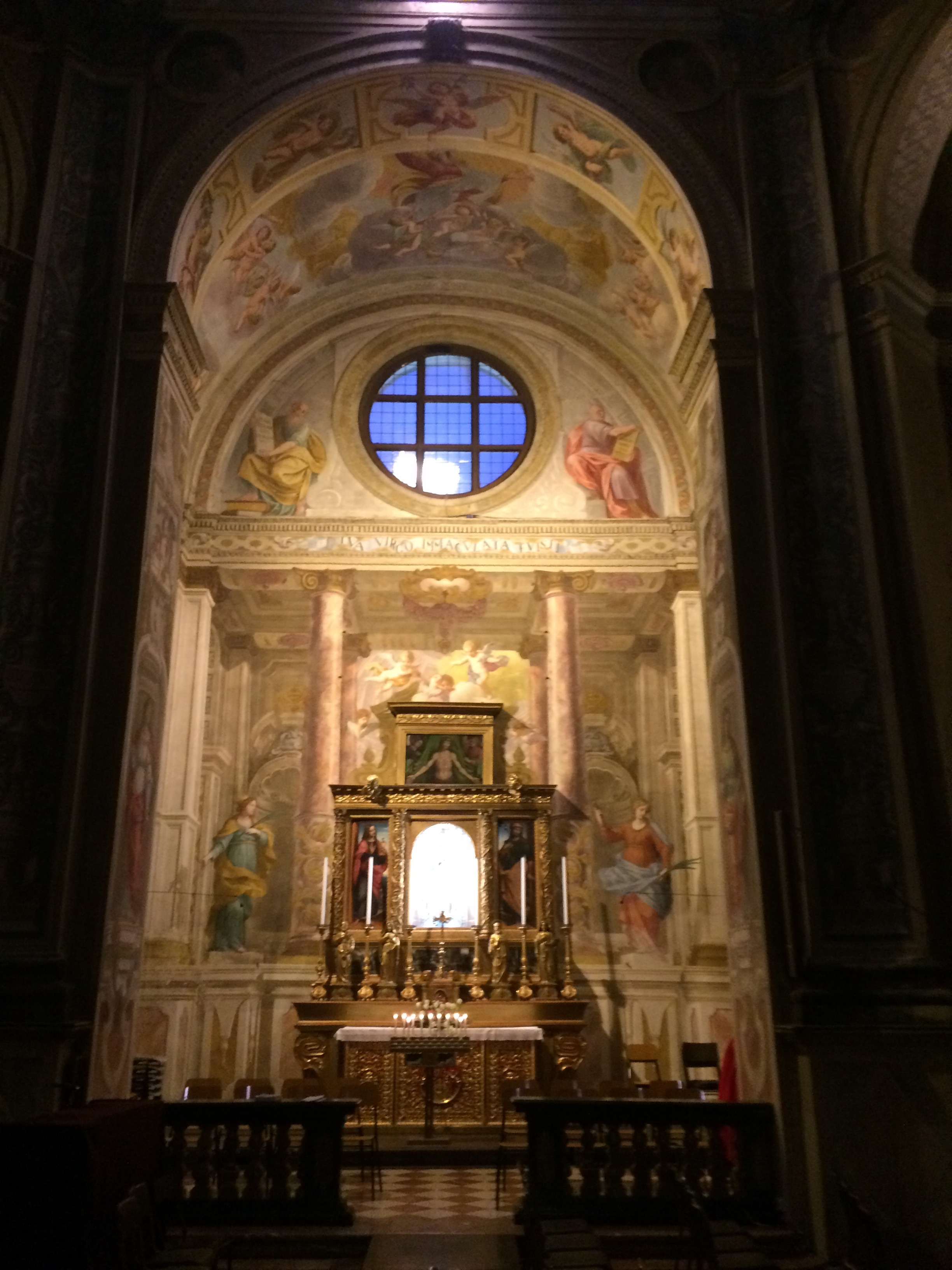
La chapelle de l'Immaculée Conception avec le retable de Giampietrino au centre

Depuis 1610, la chapelle de l'Immaculée Conception abrite un retable de Giampietrino datant vraisemblablement de 1490 et représentant autrefois, au centre, une Vierge à l'Enfant.
Le retable, provenant de l'ancienne église San Salvatore, serait donc l'œuvre la plus ancienne de la basilique. Cependant, certains spécialistes contestent cette datation : selon eux le retable aurait été réalisé entre 1520 et 1530, compte tenu du style des peintures.
Dans le retable de Giampietrino, pour remplacer l'original Vierge à l'Enfant, une précieuse statue en bois représentant l'Immaculée Conception en train d'écraser le serpent, ou Satan,, a été créée au XVIIIe siècle. Le retable est donc désormais composé à gauche, d'une représentation de saint Jean l'évangéliste, au centre, la statue en bois du XVIIIe siècle précitée, et à droite, une représentation de saint Joseph.
Les trois tablettes à la base du triptyque représentent, de gauche à droite, Saint Joachim apportant la bonne nouvelle à Sainte Anne, la Nativité et la Présentation au Temple, tandis que dans la partie supérieure un tableau a été peint par les frères Lampugnani représentant un Ecce Homo.
Dans la partie centrale, à côté du retable, se trouvent deux statues, l'une représentant sainte Hélène, l'autre sainte Apollonie . Dans deux niches latérales, se trouvent deux autres statues, Sainte Catherine à gauche et Sainte Anne à droite.

#### Chapelle des Saint Charles et Saint Magnus

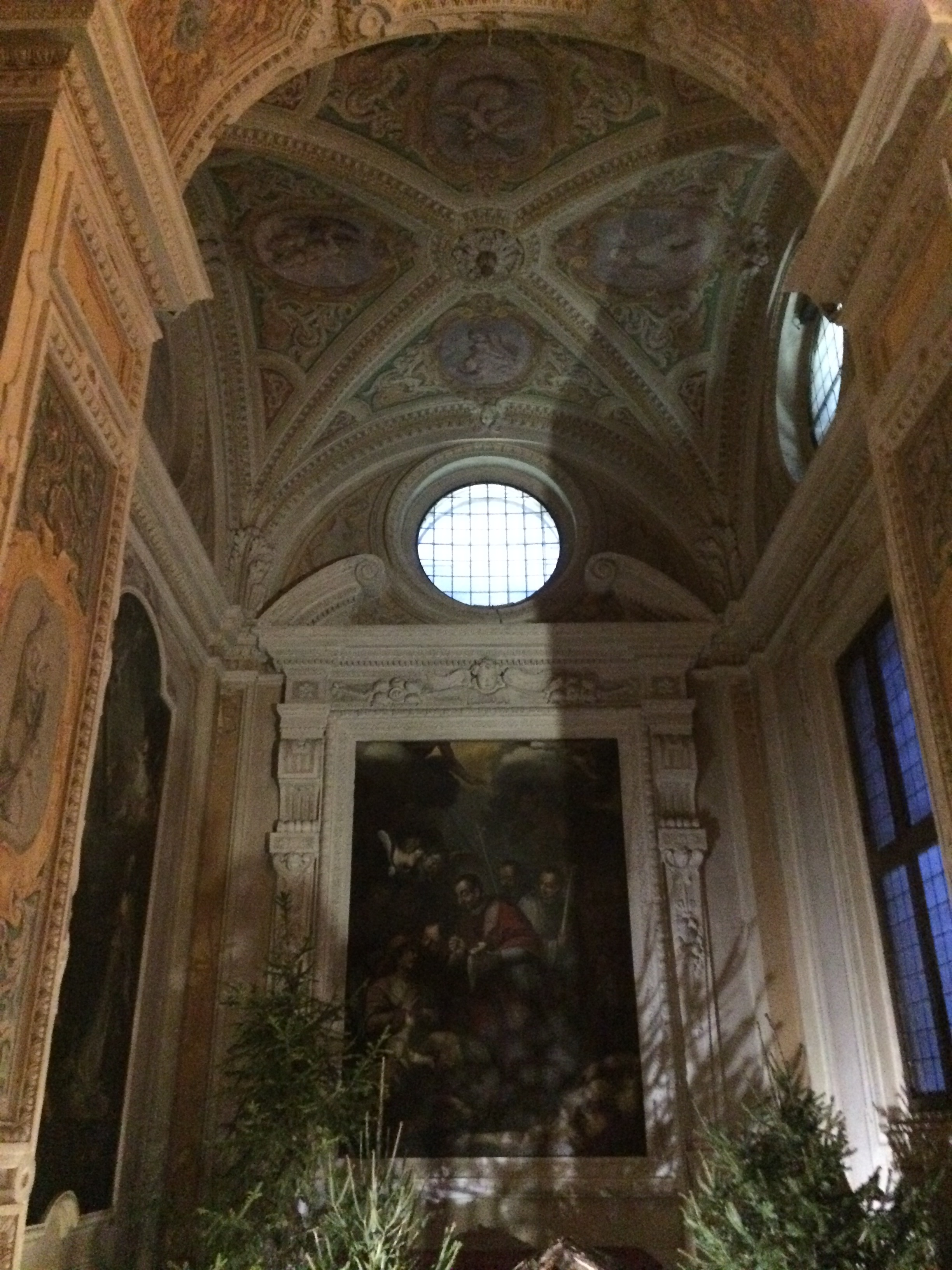
Chapelle de Saint Charles et Saint Magnus

La chapelle des saint Charles et saint Magnus, servait à l'origine de couloir menant à la maison du sacristain, démolie à la fin du XIXe siècle pour des raisons esthétiques et pour pouvoir permettre la construction du Palazzo Malinverni.
A l'origine la chapelle était dédiée à saint Antoine l'Ermite. Elle reçut sa dédication actuelle en 1923. L'année suivante, elle a été décorée par Gersam Turri de fresques représentant des putti. Autrefois, elle contenait un autel et quelques peintures, toutes dédiées à saint Antoine, qui ont été perdues .
La chapelle contient une relique de saint Magnus, provenant de la basilique Sant'Eustorgio de Milan et transférée à l'église de Legnano en 1942, et deux tableaux du XVIIe siècle représentant saint Charles : l'un représentant le saint visitant le pestiférés, l'autre le montrant en extase. Les deux toiles sont de Francesco Lampugnani ou bien de Giovanni Battista Lampugnani. Les stucs à motifs décoratifs de la chapelle datent du XVIIe siècle.
Quatre angelots sont ajoutés par Gersam Turri en 1924 sur la voûte de la chapelle. Sur les pilastres sont représentés, la Charité (à gauche) et la Foi (à droite) : toutes ces peintures respectent le style du XVIIe siècle des décorations en stuc. Deux anciens confessionnaux sont également conservés dans la chapelle.

#### Vestibule et sacristie

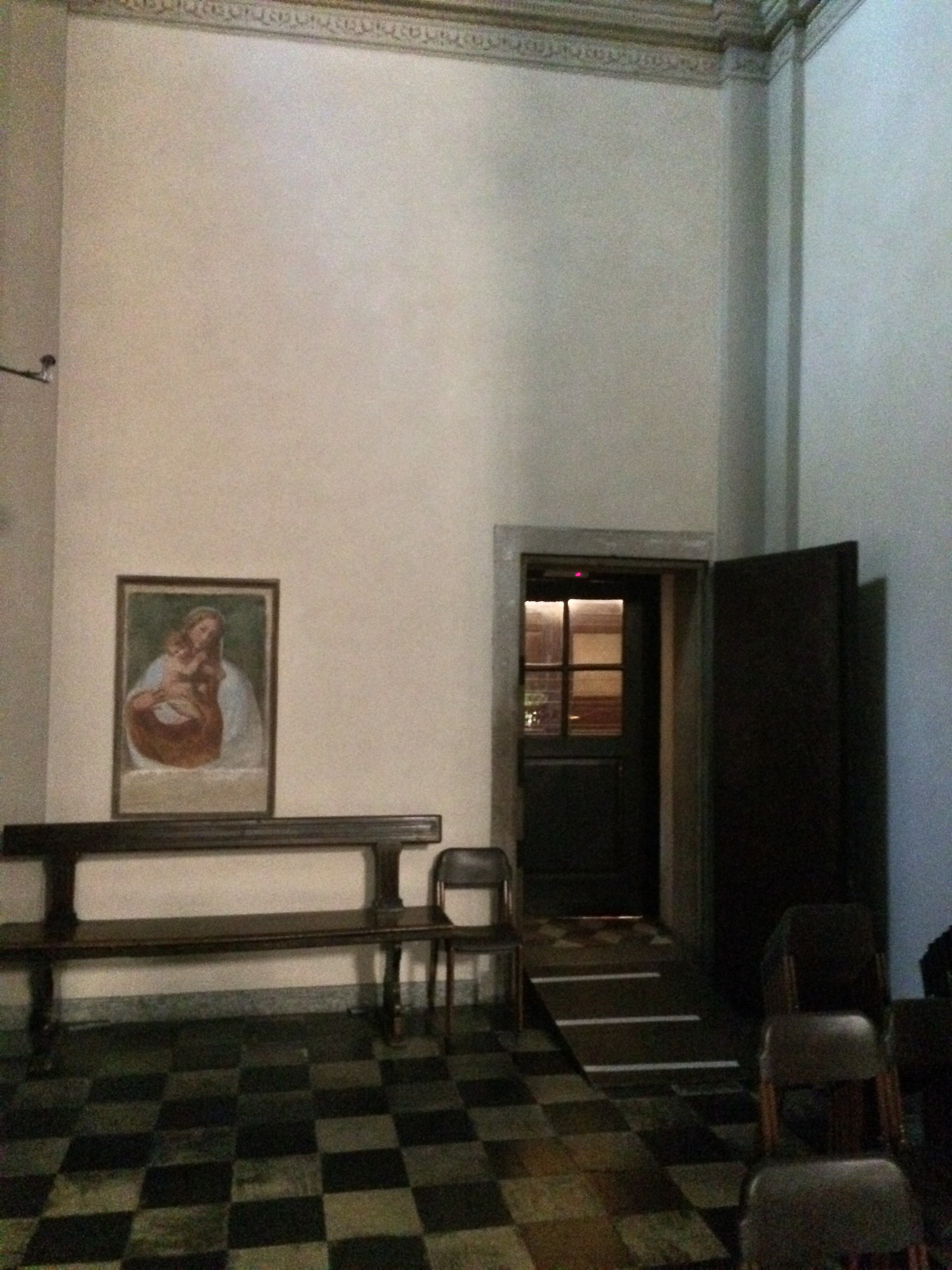
Le vestibule. Sur la gauche, on reconnait reconnaître le tableau peint par Francesco Lampugnani en 1620 représentant une Madone.

Le vestibule, située en face de la chapelle Saint Charles, n'a été décorée d'aucune peinture murale pour conserver une idée de ce qu'étaient les chapelles latérales de la basilique avant la création des vastes fresques de 1923 qui complètent la basilique. La seule œuvre conservée dans le vestibule est une peinture de style XVIe siècle de Francesco Lampugnani, peinte en 1620, représentant une Madone.
Dans le vestibule, qui sert de passage entre l'église et la sacristie, il y a deux portes : celle de gauche, qui relie la basilique à la sacristie construite en 1909, et celle de droite, qui est située au fond de la salle et qui permet d'entrer dans l'ancienne sacristie, construite dans les vestiges du clocher de l'ancienne église San Salvatore. L'ancienne sacristie abrite les confessionnaux pour hommes.
L'ancien tabernacle avec son tampietto baroque, œuvre du XVIIe siècle des frères Coiro, est conservé dans la nouvelle sacristie. A droite, se trouve une armoire ancienne où étaient conservées les archives paroissiales. De part et d'autre de cette armoire, deux portes mènent, respectivement, au presbytère et à la réserve. A sa gauche se trouve une autre armoire qui abrite les vêtements et le mobilier sacrés.
Le trésor de la basilique (vases, candélabres en argent, lampes, cruches, etc.), a été pillé à l'époque napoléonienne.
Napoléon ordonna la spoliation des objets précieux de l'église. Trésor conséquent, les soldats parvinrent à remplir deux charrettes. Un sort similaire est arrivé à de nombreuses autres églises, abbayes, monastères. 

#### Chapelle du Sacré-Cœur ou du Baptistère

##### Décorations de la chapelle du Sacré-Cœur ou du Baptistère

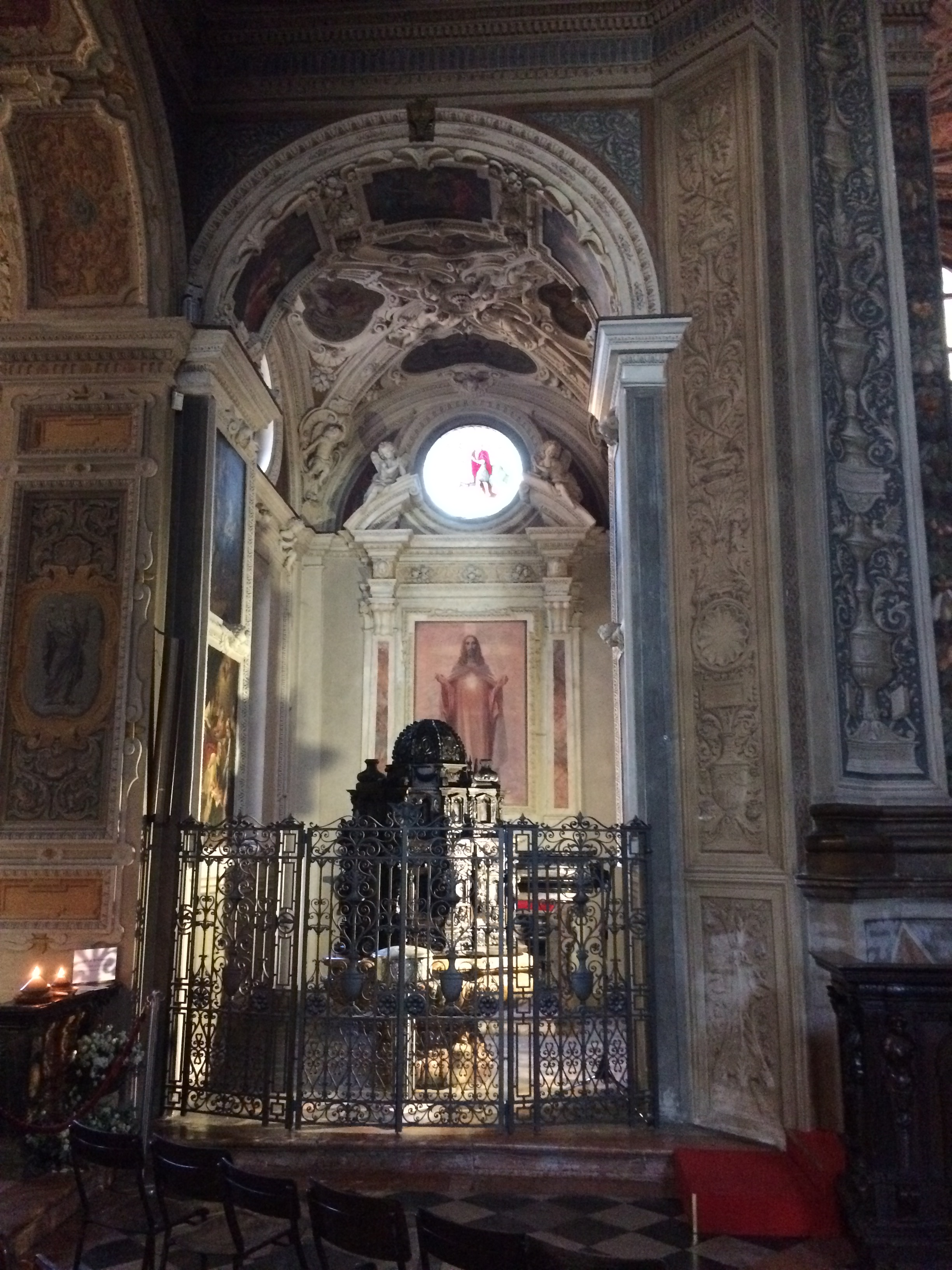
La chapelle du Sacré-Cœur.

La chapelle du Sacré-Cœur, située à gauche du maître-autel, abrite les fonts baptismaux de la basilique. Cette chapelle était, à l'origine, dédiée à saint Jean-Baptiste et aux apôtres Jacques et Philippe, puis dédiée, au début du XIXe siècle, à Notre-Dame des Douleurs, et enfin au Sacré-Cœur en 1948.
Quatre peintures du XVIIIe siècle ont été conservées dans la chapelle. Œuvres d'Antonio Schieppati et dont les traces ont été perdues. Les toiles de Schieppati ont été remplacées par quatre peintures à l'huile de Mosé Turri, qui ont également été placées sur les pilastres dans des cadres en plâtre et dont les sujets sont la Présentation au Temple, la Fuite en Égypte, Notre-Dame des Douleurs et la Déposition de Jésus. Également du même peintre, trois autres toiles suspendues au-dessus de l'arche de la chapelle et qui représentent la Dispute, le Crucifié rencontrant sa mère et la Crucifixion de Jésus. Mosé Turri réalisa également les fresques de la voûte, dans un syle XVIIIe siècle, représentant quatre anges avec les symboles du martyre,. Dans cette chapelle, il y a aussi des fresques réalisées en 1862 et diverses décorations de 1853, également de Mosè Turri. 
Un tableau du XVIIe siècle située à droite et représentant la Déposition de Jésus, qui est l'œuvre de Giovanni Battista Lampugnani et qui était auparavant conservé dans la chapelle de Saint Agnès.
À l'origine au-dessus de l'autel de la chapelle, qui remonte au XVIIIe siècle, se trouvait une statue du Christ mort qui a ensuite été déplacée dans la chapelle du Saint-Crucifix et remplacée par un tableau représentant le Sacré-Cœur, exécuté par le peintre Massimiliano Gallelli. Sur ses côtés étaient placées deux statues représentant saint Jean-Baptiste et saint Jacques,enlevées en 1948 à l'occasion du dernier changement de dédicataire de la chapelle. Le tympan de la chapelle, les nervures de la voûte et les corniches sont ornés de stucs réalisés par les frères Mosé et Daniele Turri représentant des putti.
À noter également le sol en marbre en mosaïque et les pique-cierge en cuivre, précédemment située au centre de la basilique. Le seul porte-torche encore utilisé porte le cierge pascal.

##### Fonts baptismaux

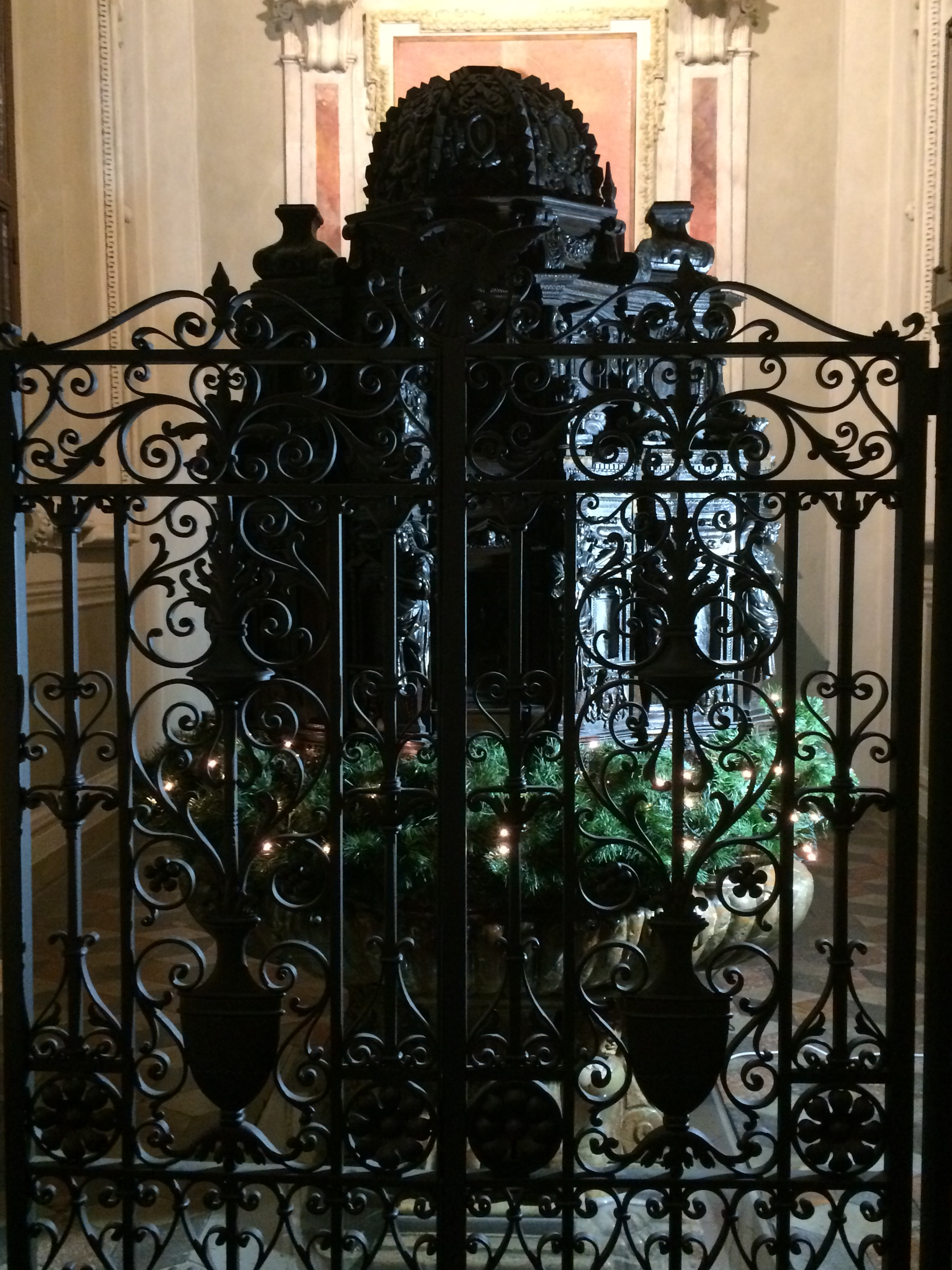
Fonts baptismaux

Dans la chapelle se trouvent les anciens fonts baptismaux en marbre rouge de Vérone datant du milieu du XVIIe siècle,, transférés dans cette partie de la basilique dans les 1960. Ainsi la chapelle du Sacré-Cœur devint le baptistère de la basilique.
À l'origine, les fonts baptismaux étaient placés dans la chapelle de Saint Agnès, puis déplacés presque immédiatement dans l'actuel atrium, avant que le percement de la porte en 1840 : A cette occasion, ils furent transférés dans une chapelle semi-circulaire construite ad hoc à gauche de l'entrée latérale et percée d'une petite fenêtre . Lors des travaux de rénovation du début du XXe siècle, cette petite chapelle a été supprimée pour restaurer la symétrie de la basilique. Les fonts baptismaux ont été placés à l'intérieur d'une niche creusée dans le mur puis déplacés définitivement à l'intérieur de la chapelle du Sacré-Cœur.
La chapelle du Sacré-Cœur est fermée par un beau portail construit à l'origine pour la chapelle de Sainte Agnès et déplacé pour fermer l'accès aux fonts baptismaux.
Les fonts baptismaux sont soutenus par une base formée de quatre modillons ; au-dessus de cette partie en marbre reposent quatre hermès supportant la cuve baptismale, polylobée au niveau des modillons et des hermès. L'ensemble du groupe de marbre est richement sculpté. Les hermès ont des pieds léonins, la crinière se transformant en bandes de festons de fruits, qui s'enroulent autour d'une partie des modillons.
Dans la chapelle, juste au-dessus des fonts baptismaux, se trouvait un ciborium, déplacé depuis dans l'atrium gauche par manque d'espace et de lumière. Ce ciborium reprend le style sculptural des fonts baptismaux, sculpté de scènes bibliques, parmi lesquelles se distinguent celles réalisées par les frères Giacomo, Giovanni et Ricciardo Taurini, artistes qui ont créé des décorations du chœur de la cathédrale de Milan.

#### Chapelle du Saint-Sacrement

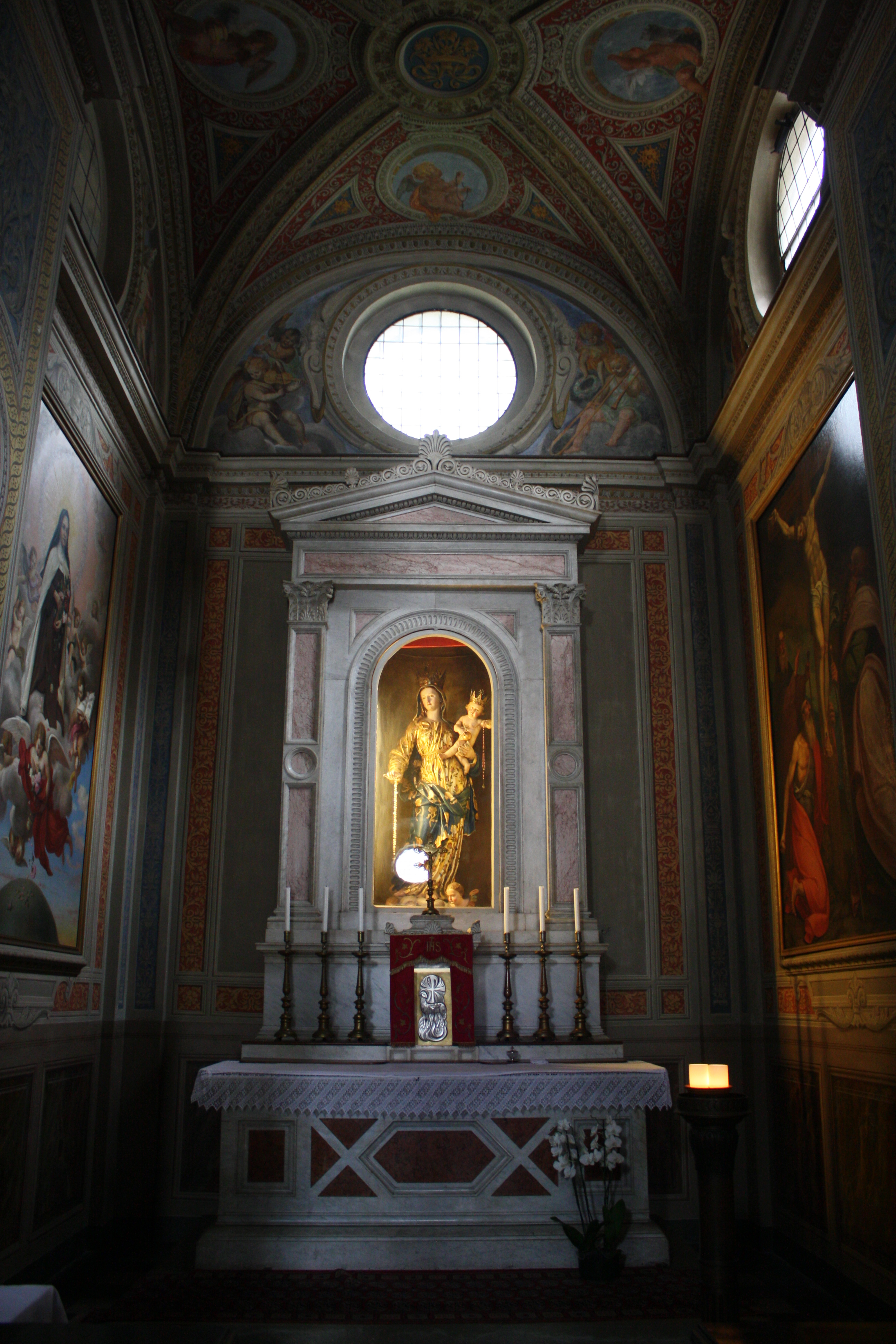
La chapelle du Saint-Sacrement.

La chapelle du Saint-Sacrement, qui est dédiée aux saints Pierre et Paul, est située à droite du chœur. Un tableau située sur le mur gauche de la chapelle, peint par le frères Lampugnani représente la Crucifixion de Jésus : à droite de la croix se trouvent Saint Paul, Saint Jérôme et Saint Antoine l'Ermit. Dans les lunettes se trouvent des fresques de 1603 de Giovan Pietro Luini représentant des anges musiciens : ces peintures ont été partiellement recouvertes au cours des siècles mais ont été mises au jour lors des travaux de restauration de 1925.
Quatre anges portant le symbole du chapelet ont été peints en 1925 par Gersam Turri,. La chapelle abrite également une statue en bois représentant la Vierge du Rosaire, placée dans une niche, et un tableau de l'école de Fra Angelico qui date de 1940 représentant sainte Thérèse de l'Enfant Jésus,.
Dans la chapelle se trouve également un autel qui date du XIXe siècle et qui a remplacé un autel détruite en 1836 à la suite d'un incendie. L'autel d'origine, conçu par Francesco Borromini et sculpté par les frères Coiro, en bois doré, était décoré de fleurs et de grappes de fruits. Au-dessus de cet autel, était posée une statue de la Sainte Vierge dont les traces ont été perdues.

#### Chapelle de Sainte Agnès
À l'entrée, sur la gauche, se trouve la chapelle de Sainte Agnès. Elle doit son nom a une petite chapelle qui se trouvait autrefois à l'extérieur de la basilique et depuis démolie. Une autre hypothèse attribue le nom de la chapelle à l'épouse d' Oldrado II Lampugnani, qui s'appelait Agnès. Les Lampugnani ayant fait don des premiers fonds (avec les Vismara) pour la construction de la basilique, la chapelle a pu avoir été dédiée à Sainte Agnès en hommage à ce don. On l'appelle aussi la "chapelle du prévôt" car elle a abrité pendant des siècles le confessionnal du prévôt de San Magno.

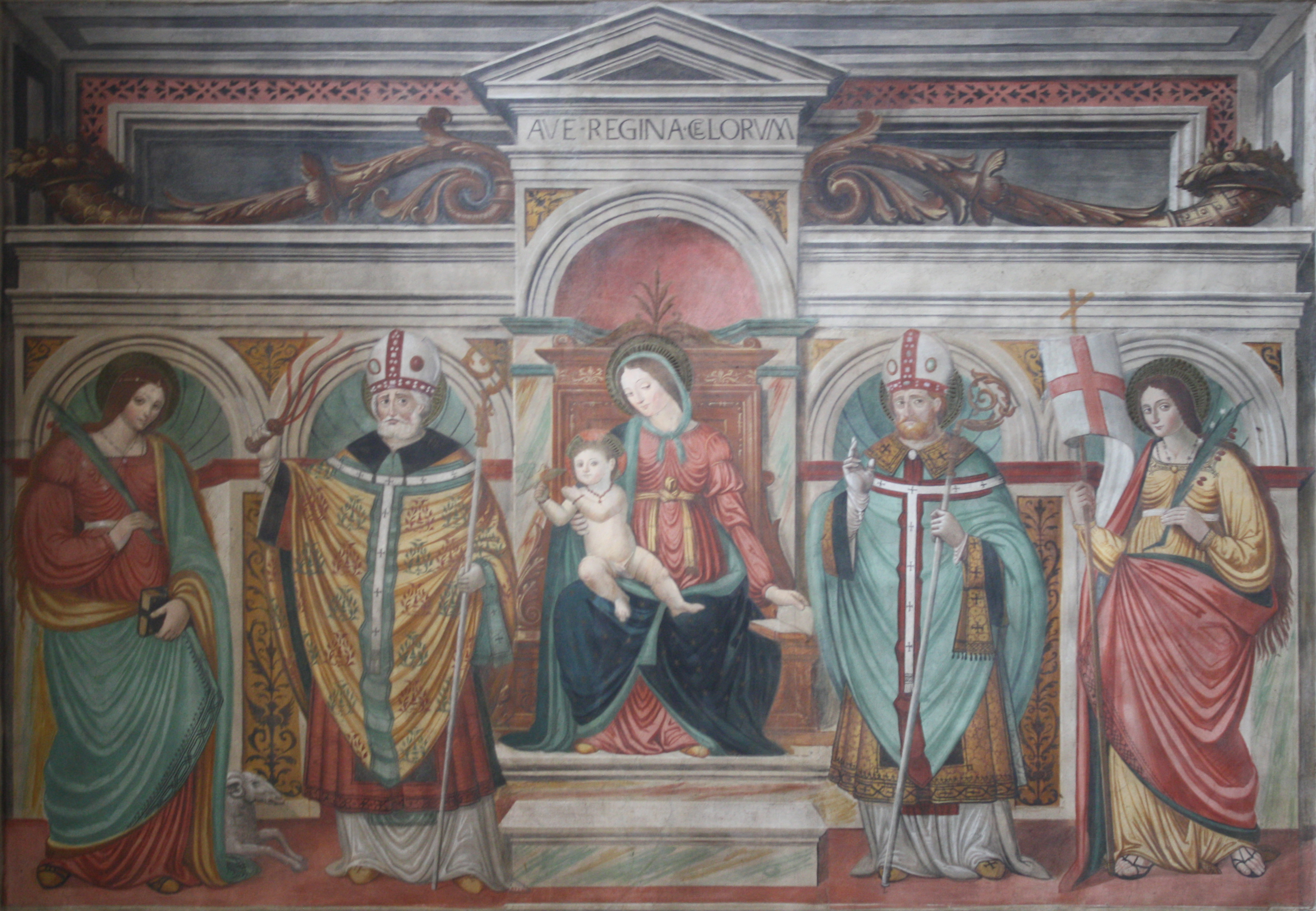
Fresque de Giangiacomo Lampugnani de 1516 représentant la "Vierge intronisée avec les saints", située dans la chapelle de Sainte Agnès

Les fresques qui la décorent sont l'œuvre de Giangiacomo Lampugnani et datent de 1516 : elles constituent donc la plus ancienne décoration murale de la basilique après les fresques du dôme (réalisées par le même artiste). Le style de ces peintures est quattrocento. La voûte, également décorée de fresques, montre Sainte Agnès, tandis que sur la lunette arrière sont représentés deux putti ailés soutenant deux blasons, l'un des Lampugnani et l'autre de la famille d'une des épouses de cette famille. Le deuxième blason n'a pas encore été identifié parce qu'il a été remplacé par un autre blason ou parce qu'il a été retravaillé lors d'une mauvaise restauration. La chapelle abritait également le tombeau familial de la famille Lampugnani, qui a été déplacé ailleurs au XVIIIe siècle.
Sur le mur de face, une fresque représente une Vierge à l'Enfant en majesté ; à sa droite se trouvent des représentations de sainte Agnès et de saint Ambroise, à gauche sont représentés saint Magnus et sainte Ursule.
Sur le mur de droite est représentée la Nativité, avec la Madone agenouillée adorant l'Enfant allongé sur le sol. Autour du sujet principal se trouvent, au premier plan, sainte Catherine, saint Jean-Baptiste et saint Siméon (ou saint Joseph) . Saint Jérôme et Origène sont représentés sur les colonnes, le premier habillé en cardinal et avec le livre de Docteur de l'Église, le second habillé en évêque : tous deux en bénédiction.
Sur le mur de gauche, il y a une fenêtre percée au XXe siècle : auparavant la lumière entrait par deux fenêtres qui étaient placées au-dessus de la corniche. Auparavant un tableau représentant la Déposition du Christ de Giovanni Battista Lampugnani était placée sur ce mur.

### Presbytère

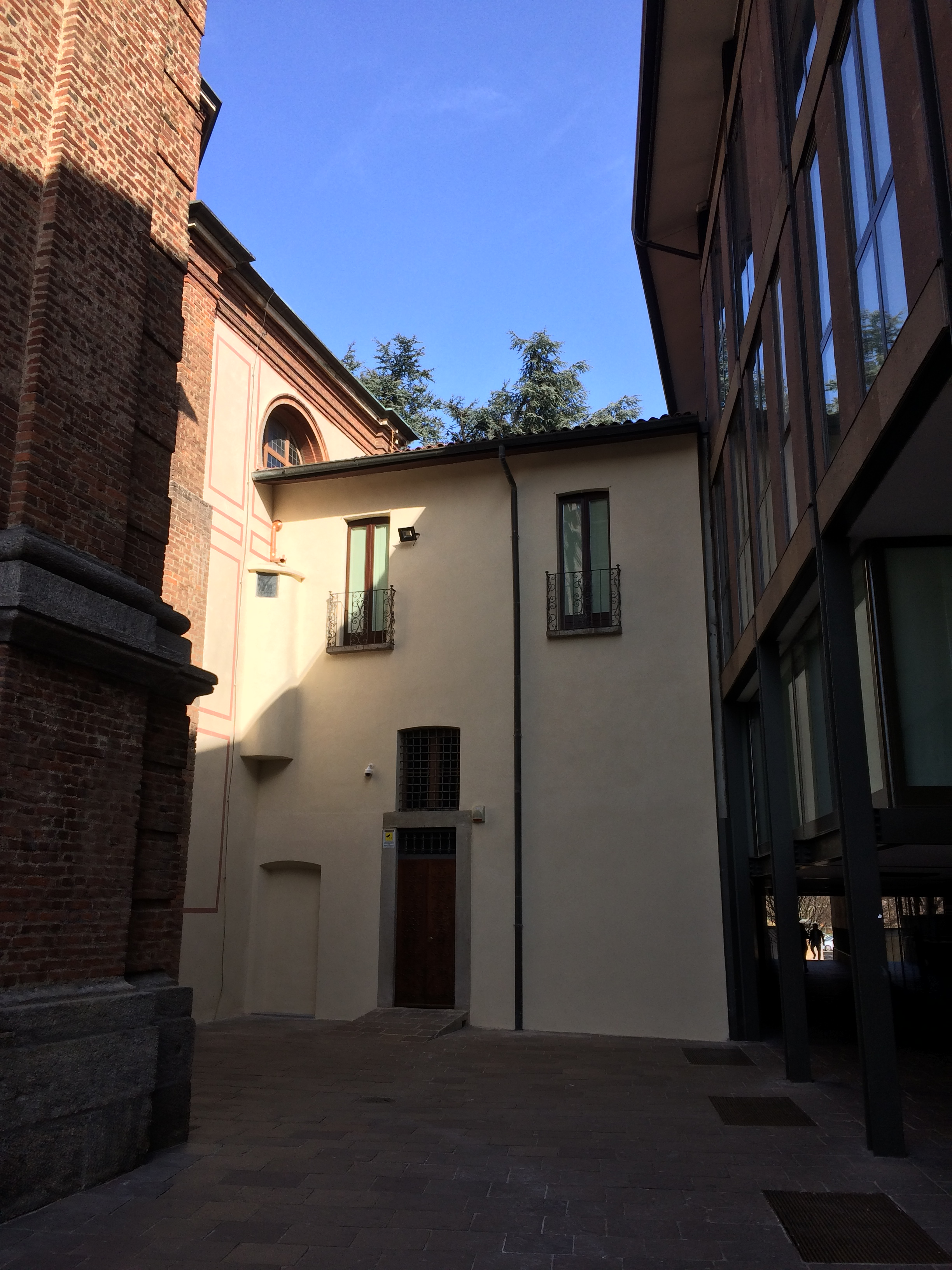
Les vestiges de l'ancien presbytère du XVIe siècle. Sur la gauche, on reconnait la basilique San Magno, sur la droite on peut voir le centre paroissial moderne

À droite de la basilique se trouvait, jusqu'en 1967, un ancien presbytère du XVIe siècle. Cet édifice fut agrandi au XVIIe siècle à la demande de Federico Borromeo, puis au siècle suivant à l'occasion de la construction du nouveau clocher.
Les bâtiments situés au sud de la basilique, ont été démolis partiellement au XIXe siècle, puis entièrement en 1967 pour permettre la construction du nouveau centre paroissial de San Magno, dont les travaux de construction ont commencé en 1968 : la structure a ensuite été inaugurée en 1972 par l'archevêque de Milan Giovanni Colombo. Les bureaux abritent un bureau de planning familial, une salle d'exposition, une cantine, la rédaction de l'hebdomadaire catholique Luce et des espaces commerciaux .
Ce nouveau centre paroissial a été construit dans un style moderne caractérisé par des murs en porphyre rouge et de grandes fenêtres, avec la construction d'un passage couvert soutenu par des colonnes en acier qui permet de longer la partie sud de la basilique, permettant de rendre piétonne tout l'abord de la basilique.

### Clocher
La basilique San Magno utilisait le clocher de l'ancienne église San Salvatore jusqu'au XVIIIe siècle. Ne présentant pas de problèmes structurels, il a été sauvé lors de la démolition de l'église San Salvatore. Cet ancien clocher est surélevé en 1542. En 1611 il a été restructuré et renforcé afin d'y accueillir les cloches consacrées par Federico Borromeo, plus grandes et plus lourdes que les précédentes. En 1638, d'autres travaux de restructuration sont effectués sur le clocher, mais sans obtenir les résultats escomptés, compte tenu de la persistance des problèmes dus à l'ancienneté de la structure .
Au milieu du XVIIIe siècle, l'ancien clocher s'effondre des deux tiers, jusqu'à la corniche de la lanterne extérieure, et c'est ainsi que le 2 décembre 1752 commencent les travaux de construction d'un nouveau clocher,. 
Lorsqu'il a été décidé de reconstruire le clocher, deux projets ont été préparés, un projet qui prévoyait la présence d'un toit en dôme ainsi que des décorations voyantes et coûteuses, et un second, plus simple. ce sera ce dernier qui sera finalement réalisé. Le projet choisi porte la signature de Bartolomeo Gazzone, et a pour maître d'œuvre, Francesco Beltrame. Le nouveau clocher a été construit en brique remplaçant le précédent clocher en pierres. La hauteur du nouveau clocher dépasse les 40 mètres et des lésènes ont été prévus le long des murs. Le toit supérieur qui surplombe le beffroi est plat et présente des lignes architecturales simples. Le nouveau clocher est achevé en 1791.
Les restes de l'ancien clocher de l'église San Salvatore ont été incorporés à la basilique et ont été transformés en une chapelle, qui est encore visible derrière l'actuel clocher au sud de l'église.